# Русская освободительная армия
Ру́сская освободи́тельная а́рмия (РОА, нем. Russische Befreiungsarmee) — название большинства коллаборационистских русских антисоветских частей и подразделений вермахта, преимущественно использовавшихся на уровне отдельных батальонов и рот, созданных руководством нацистской Германии из числа советских военнопленных и белоэмигрантов в 1942—1944 годах, во время Второй мировой войны, с ноября 1944 года также использовавшееся по отношению к одному из крупнейших коллаборационистских вооружённых формирований, которое действовало как Вооружённые силы Комитета освобождения народов России (КОНР).
РОА до учреждения КОНР в ноябре 1944 года характеризуется как пропагандистская фикция: она не имела официального формирования и не была отдельным подразделением, будучи осттруппен вермахта под прямым немецким командованием, название «РОА» существовало лишь в пропаганде; в 1943 году название «РОА» было формально присвоено всем русским военнослужащим вермахта, не образовывавшим реального отдельного подразделения; в дальнейшем отдельные батальоны и другие формирования русских добровольцев вермахта использовались в борьбе с силами СССР, западных союзников по Антигитлеровской коалиции и движения Сопротивления. С момента создания КОНР, политической организации власовцев, в Праге ноябре 1944 года, РОА получила оформление как Вооружённые силы КОНР, реально оставаясь в подчинении немцев до 28 января 1945 года, когда ВС КОНР получила юридический статус вооружённых сил союзной державы нацистской Германии и её командование в одностороннем порядке заявило о нейтралитете по отношению к США и Великобритании; в то же время ряд частей РОА не вошёл в состав ВС КОНР и продолжал действовать под немецким командованием на Западном фронте. Численность ВС КОНР, по разным данным, к концу войны составляла порядка 120—130 тысяч человек, составляя примерно 10% от общего числа граждан СССР, воевавших на стороне Третьего Рейха. Всего с ноября 1944 года по январь 1945 года было создано три дивизии КОНР (две из них так и не были доукомплектованы).  К концу апреля 1945 года в ВС КОНР входили: 3 пехотные дивизии, учебно-запасная бригада, несколько отдельных частей, офицерское училище, 2 разведывательные школы и 4 эскадрильи ВВС. В ходе войны имело место два отражённых историками столкновения с Красной армией, в ходе которых КОНР потеряли убитыми 370 человек, потери Красной армии в этих столкновениях не известны.
Нацистская пропаганда представляла бывшего генерала РККА А. А. Власова командиром РОА, однако реально ему в распоряжение она была отдана лишь 28 января 1945 года. Вокруг Власова и его сподвижников сформировалось политическое движение, известное как Власовское движение, формировавшееся вокруг изменивших присяге советских военнопленных и самого Власова; главными его целями объявлялись «свержение сталинской тирании, освобождение народов России от большевистской системы и возвращение народам России прав, завоёванных ими в народной революции 1917 года», историк Роберт Конквест говорил о «демократической России» как об идеале власовцев. Лидеры движения обещали основные права и свободы, первым лозунгом был «Новая Россия без большевиков и капиталистов», по итогу была сформулирована «народная государственность без большевиков и эксплуататоров» при праве на самоопределение народов СССР и России и «социальной справедливости», что было выражено главным образом в Пражском манифесте КОНР. Идеалом провозглашалась «подлинно народная революция» 1917 года, не разделяемая на Февральскую и Октябрьскую; на идеологию РОА прослеживается влияние большевизма. Взгляд на СССР как на отчасти положительное явление проявился в выборе двух официальных песен КОНР. Антисемитизм в программные документы РОА никогда не входил, но широко использовался в пропаганде до создания КОНР; антисемитские высказывания делали и лидеры РОА.
Впоследствии идея РОА и фигуры её руководителей были предметами широкой полемики и объектами различных нарративов.

## История

### Создание РОА
12 июля 1942 года командующий 2-й ударной армией генерал-лейтенант Красной армии А. А. Власов, после неудачной Любанской наступательной операции, попал в окружение и был пленён немецкими войсками. Находясь в Винницком военном лагере для пленных высших офицеров РККА, Власов согласился сотрудничать с немецким командованием. 27 декабря 1942 года А. А. Власов и полковник В. Г. Баерский (также попавший в плен) стали авторами «Смоленской декларации», в которой предложили немецкому командованию организовать РОА. Армия была заявлена как воинское формирование, создаваемое для «освобождения России от коммунизма». Исходя из пропагандистских соображений, руководство нацистской Германии сообщило об этой инициативе в средствах массовой информации, на тот момент ничего не предпринимая в организационном плане. С этого момента все солдаты русской национальности в структуре немецкой армии могли считать себя военнослужащими Русской освободительной армии, которая существовала тогда только на бумаге.

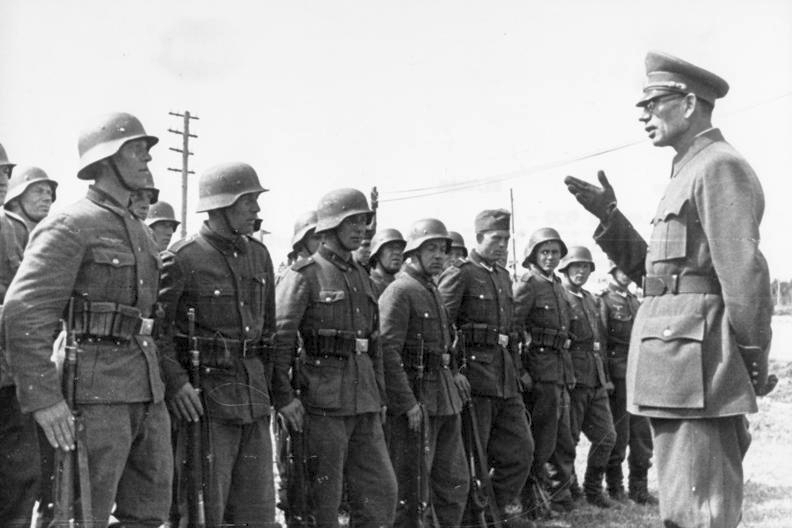
Генерал Власов инспектирует солдат РОА

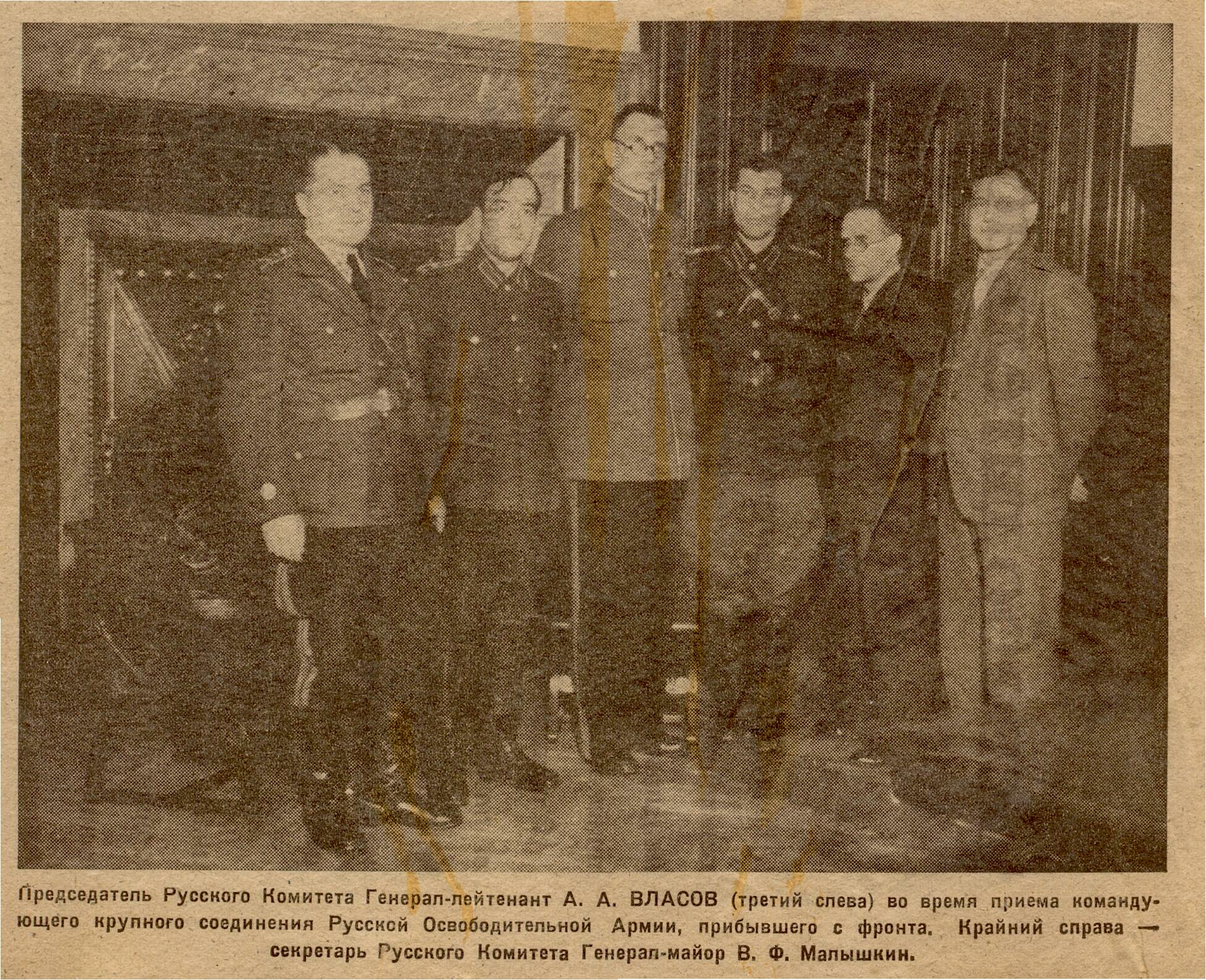
Авторы «Смоленской декларации»: Андрей Власов (третий слева), Василий Малышкин (второй слева)

Формирование подразделений РОА началось в 1943 году, они привлекались к несению охранно-полицейской службы и борьбе с партизанами на оккупированной территории СССР. Добровольцы направлялись в Дабендорфскую школу, сформированную для целей пропаганды, где добровольцы могли заниматься идеологическими вопросами и обсуждением переустройства СССР, или в восточные войска (осттруппен). Местом службы самого Власова был указан «Восточный батальон пропаганды особого назначения».
Согласно положению о добровольцах, изданному 29 апреля 1943 года начальником генерального штаба ОКХ генерал-майором К. Цейтцлером, все добровольцы русской национальности при немецких частях или в составе отдельных соединений «образуют Русскую освободительную армию (РОА)», в то время как, например, все добровольцы украинской национальности считались Украинской освободительной армией (УВВ). Как и, например, батальон особого назначения «Бергманн», Грузинский легион вермахта, РОА формировалась в основном из советских военнопленных или из числа эмигрантов. Подразделением, сформированным непосредственно как часть РОА, стала сформированная весной 1943 года первая гвардейская бригада РОА, расформированная осенью того же года. Сам Гитлер говорил о недопустимости формирования полноценного русского подразделения и отмечал, что согласен только на пропагандистскую работу.
Практическое создание РОА началось только после учреждения Комитета освобождения народов России (КОНР), который был образован в Праге 14 ноября 1944 года. Комитет как политическая организация учредил Вооружённые силы Комитета освобождения народов России (ВС КОНР), которыми и стала РОА. Она получила собственное командование и все роды войск, включая небольшие военно-воздушные силы. Генерал Власов как председатель Комитета стал в январе 1945 года и главнокомандующим Вооружёнными силами, которые вышли из состава вермахта и стали представлять собой де-юре независимую русскую национальную армию, связанную с нацистской Германией только союзными отношениями. КОНР официально финансировался МИД Третьего Рейха. Деньги выдавались как кредит, возмещаемый «по мере возможности», и в бюджет нацистской Германии не входили.
1-я дивизия РОА была сформирована 23 ноября 1944 года, чуть позже были созданы другие соединения, а в начале 1945 года в состав РОА были включены иные коллаборационистские формирования.
Начальником штаба был назначен генерал Ф. И. Трухин, его заместителем — генерал В. Г. Баерский (Боярский), начальником оперативного отдела штаба — полковник А. Г. Нерянин, начальником отдела боевой подготовки — генерал-майор В. Г. Арцезо. В число руководителей РОА входили также генералы В. Ф. Малышкин, Д. Е. Закутный, И. А. Благовещенский, бывший бригадный комиссар Г. Н. Жиленков. Чин генерала РОА имел бывший майор Красной армии и полковник вермахта И. Н. Кононов. В походных церквях РОА служили некоторые священники из русской эмиграции, в том числе священники А. Н. Киселёв и Д. В. Константинов. Одним из авторов ряда программных документов власовского движения был журналист М. А. Зыков, который к моменту создания КОНР был похищен нацистскими спецслужбами, и, по всей видимости, убит.
Многое для создания РОА сделал служивший в германской армии капитан В. К. Штрик-Штрикфельдт.
На момент создания Комитета освобождения народов России, главной целью Андрея Власова и его окружения было стать как можно более сильным в военном отношении, чтобы после крушения Германии, которое, по его расчётам, должно было произойти в конце 1945 года, выступить в неизбежном, как он полагал, конфликте западных держав с Советским Союзом в качестве «третьей силы» и попытаться осуществить свои политические задачи с помощью Великобритании и США. 28 января 1945 года РОА получила юридический статус вооружённых сил союзной державы нацистской Германии и её командование в одностороннем порядке заявило о нейтралитете по отношению к США и Великобритании. 29 апреля 1943 года бойцы РОА обзавелись на правом или левом рукаве личным нарукавным знаком, а на головных уборах — кокардой Русской освободительной армии в виде красного овала с синим обрамлением. Позже кокарда стала трёхцветной бело-сине-красной.

#### Пропагандистская работа

Андреевский флаг был более типичным; триколор изначально не был допущен к использованию, так как был расценён немецким командованием как «символ русского империализма»

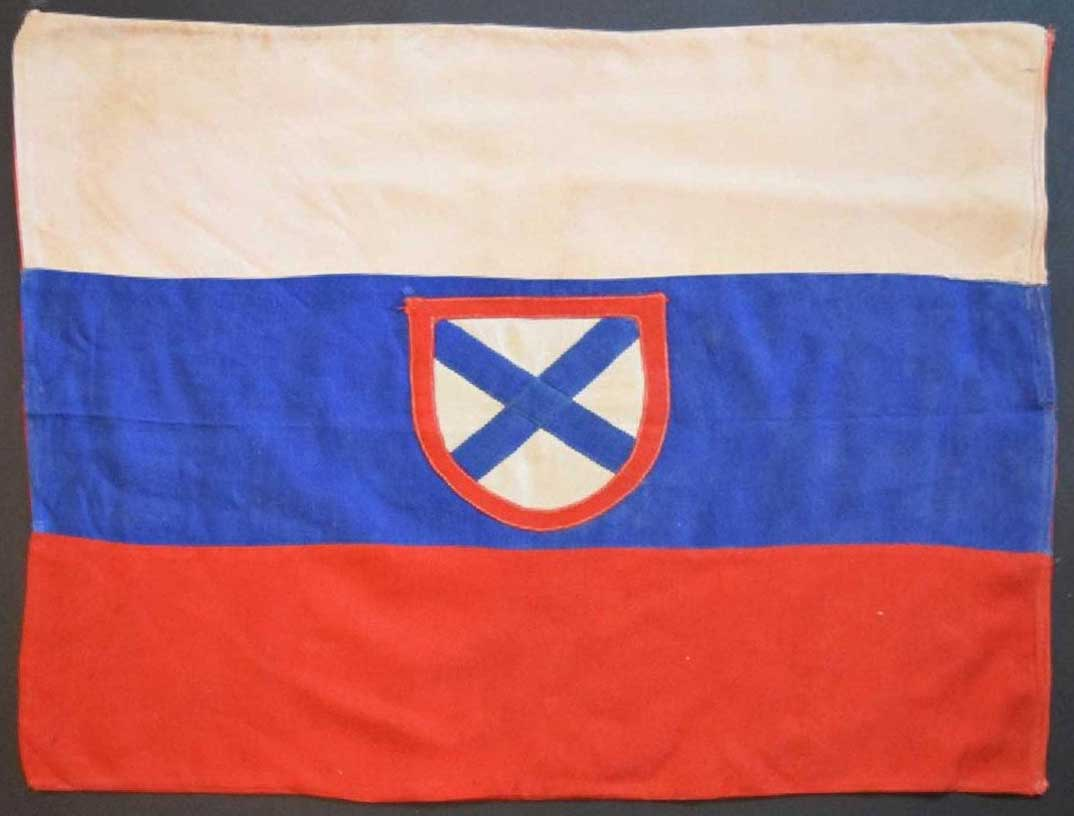
Российский триколор с эмблемой РОА в центре — флаг полка «Варяг» 1945 года

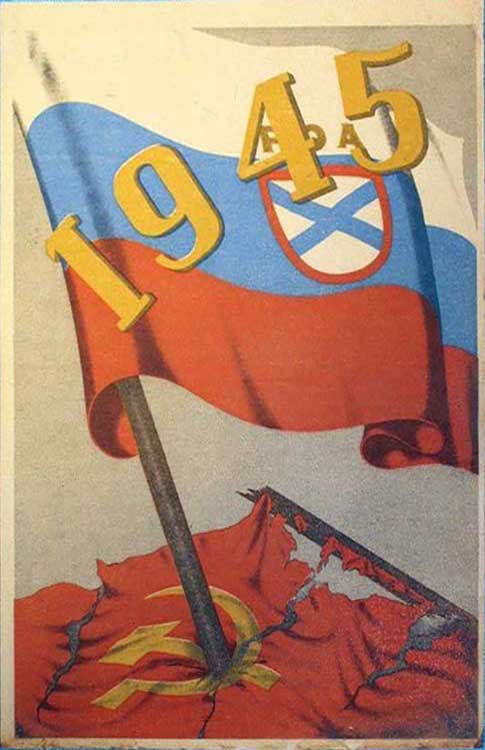
Новогодняя открытка КОНР с триколором РОА (декабрь 1944)

Специальные структуры РОА вели активную информационную, психологическую войну в пользу руководства нацистской Германии на подчинённых территориях Германии, в концлагерях для советских военнопленных, на заводах, где трудились угнанные советские граждане, а также в войсковых частях и в тылу своего противника.
Как отмечал бывший белогвардейский генерал А. И. Деникин: «в ведении генерала Власова находились курсы пропагандистов, офицерские и унтер-офицерские школы, под немецким контролем, конечно, и выпуск нескольких посредственных листков и газеток противобольшевистского и про-немецкого направления». По оценке А. И. Деникина, немцы не придавали большого значения этой печати в плане будущего устройства России. Они использовали власовскую пропаганду лишь «в качестве идеологического прикрытия для набора пушечного мяса».
В газете РОА «Доброволец» (выпуск № 49 (117) от 18 июня 1944 года), главным редактором которой являлся генерал-лейтенант РОА Георгий Жиленков, в редакционном комментарии «Борцы за родину» отмечалось:
«Условия борьбы против большевизма и его „союзников“ привели к необходимости перебросить часть войск РОА на Запад. Теперь, с начавшейся высадкой англо-американцев, каждый из нас убедился, что эта мера была вполне оправданной и проведена предусмотрительно.
Боевые действия в Италии и Нормандии показали, что русские добровольческие части и на Западе бьются не хуже, чем бились на Востоке. Это происходит потому, что добровольцы ясно представляют цели борьбы и понимают условия, в которых протекает борьба. […] Наши части, находящиеся сейчас на освобождённой от большевиков территории, видят, что борьба на Западе так же важна, как и на Востоке, что от исхода её будет зависеть исход нашей борьбы и полная победа над врагом. Боевые действия наших частей, находящихся на передовой или в прифронтовой полосе и ведущих борьбу со сталинскими партизанами, принимают всё более и более характер общенародной борьбы против иудо-большевизма». […] Ради неё бьются рука об руку с немцами и другими народами Европы добровольцы РОА на Западе и на Востоке".
В другой публикации того же выпуска «Доброволец» под заголовком «В боях за свободу Европы русские добровольцы мужественно сражаются с англо-американскими пособниками большевизма» свидетельствовалось:
«Военные корреспонденты немецких газет, находящиеся в районе боёв с англо-американской армией вторжения, много строк посвящают нашим добровольцам, борющимся плечом к плечу с немецкими солдатами за свободу Европы, против плутократии и большевизма».
В репортаже немецкого корреспондента Антона Клааса, размещённом в том же выпуске, обращалось внимание на ожесточённые бои подразделений против англо-американского десанта:
«В районе северо-восточнее Карантана один добровольческий батальон сдерживал ожесточённый натиск противника до тех пор, пока ему не удалось, понеся значительные потери, пробиться к двум немецким полкам и занять вместе с ними новые позиции».
Заметное место в пропагандистских материалах РОА отводилось антисемитизму.
Один из активных пропагандистов РОА Николай Давиденков в газете «Заря» от 22 августа 1943 года по итогам своих встреч и выступлений в оккупированной Франции писал:
«В Марселе выстрелом из-за угла убиты один за другим два тамошних начальника французской милиции, в Лионе раскрыта тайная организация шпионов и диверсантов, среди которых половина оказалась евреями. […] Мне представилась эта страна, освобождённая от непрерывного страха перед террористическими британскими бомбами, очищенная от иудейской заразы, рождающая снова Викторов Гюго, Бальзаков и Пастеров».
В статье «Восточные рабочие в борьбе за свободу Европы», перепечатанной редколлегией «Добровольца» из немецкой газеты «Der Angriff», в которой рассказывалось о собрании рабочих, состоявшемся на одном из военно-промышленных предприятий под Берлином:
«Зал был заполнен русскими и украинскими рабочими. Директор завода в своей речи сказал, что вторжение является попыткой западных держав оказать содействие победе большевизма в Европе и желанием выдать все народы материка в вечное рабство Кремлю. Восточные работники и работницы в своих выступлениях выразили полную готовность отдать теперь, больше чем когда-либо, все свои силы на производство оружия для всей Европы, желая этим способствовать одержанию победы над всемирным плутократо-большевистским заговором, руководимым евреями. […] В своих высказываниях восточные рабочие подчеркнули, что за последнее время военные события склоняются решающим образом в пользу победы Германии и Европы».

### Боевые действия

#### Действия против РККА
Участие РОА в боевых действиях против Красной армии было ограниченным. Первое боестолкновение состоялось 9 февраля 1945 года. Согласно одним источникам, ударная группа полковника И. К. Сахарова в составе трёх взводов (не более 120 человек), сформированная из добровольцев батальона охраны, учебного лагеря Дабендорф и юнкерской роты, совместно с немецкими войсками принимала участие в боях против 230-й стрелковой дивизии РККА, которая заняла оборону в районе Одера около населённых пунктов Нойлевин, Карлсбизе и Керстенбрух. В результате боя командование немецкой 9-й армии смогло вечером 9 февраля доложить группе армий о занятии Нойлевина, южной части Карлсбизе и Керстенбруха после «ожесточённых штурмовых боёв со врагом, который стойко и упорно держался в сильно укреплённых зданиях». Действия РОА были высоко оценены немецким командованием. 7 марта 1945 г. рейхсминистр Йозеф Геббельс в своём дневнике отметил эти достижения отрядов генерала Власова. Согласно другим источникам, предпринятая в районе Франкфурта-на-Одере атака на позиции 230-й стрелковой дивизии РККА успеха не возымела, немецкие силы вместе с ограниченным контингентом солдат РОА с большими потерями были отброшены в исходное положение.
Согласно мнению немецкого историка Йоахима Хоффманна, плачевное положение немцев и успешное участие контингента РОА в февральском боестолкновении заставило немецкое командование снова обратиться к мысли об использовании РОА для укрепления Восточного фронта, на котором положение было особенно угрожающим. 9 февраля 1945 года Гиммлер сообщал Гитлеру: «В настоящее время я буду больше применять эти русские подразделения». С этой целью в группу армий «Висла» для обороны Берлина были переброшены из Мюнзингена 10-й и 11-й истребительно-противотанковые дивизионы из состава 1-й дивизии РОА, а из дивизии «Добериц» — русские 13-й и 14-й истребительно-противотанковые дивизионы. Однако эти части незадолго до штурма города были передислоцированы из Берлина во Фридланд, куда к этому времени была стянута 1-я дивизия РОА.

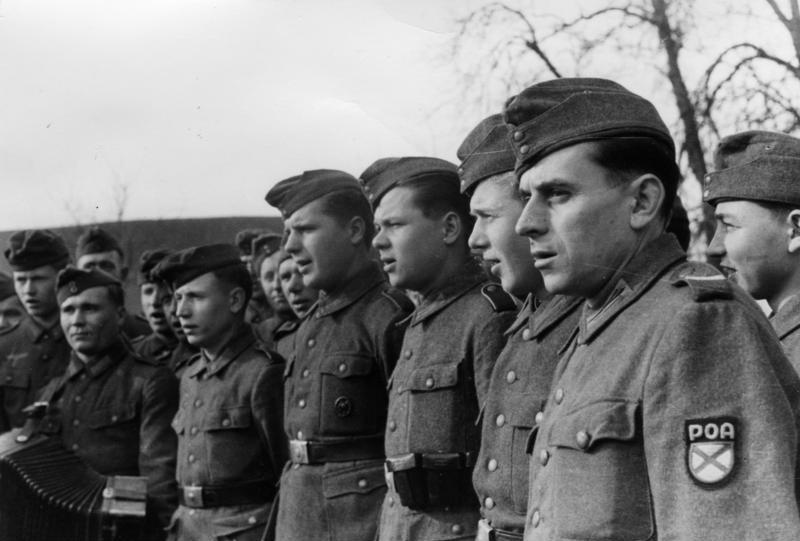
Солдаты Русской освободительной армии, 1944

В начале марта перед РОА была поставлена задача захватить и оборудовать в качестве опорного пункта плацдарм на восточном берегу Папенвассера (между Кепицем и Штепеницем) и обеспечить проход судов по Одеру у выхода в штеттинский порт. Для этого 34 поездами до 26 марта 1-ю дивизия РОА перевезли в Либерозе.
13 апреля 1945 года началась реализация плана: 1-я пехотная дивизия РОА начала операцию «Апрельская погода» — боевые действия против РККА на плацдарме «Эрленгоф», в районе действия немецкой 9-й армии. Авиационную поддержку наступления осуществляли эскадрильи ночных бомбардировщиков ВВС РОА.
После артподготовки и авиаударов 2-й и 3-й полки РОА атаковали позиции 119-го укрепрайона советской 33-й армии южнее Фюрстенберга. После продвижения в глубь на 500 метров, оба полка оказались под фланговым огнём советской артиллерии. Командующий РОА Буняченко, осознавая провал операции, отдал приказал частям вернуться на исходные позиции, о чём, возможно, договорился с Власовым ещё до начала операции. Потери убитыми составили 370 человек. Далее дивизия самовольно покинула место сражения передислоцировавшись в район Грос-Мукрова, в этот же день она была выведена с фронта и переведена из группы армий «Висла» в группу армий «Центр». Однако командир дивизии Буняченко игнорировал приказ и принял решение отвести дивизию в тыл, откуда она двинулась в сторону Чехии, разместившись в 50 км от Праги.
О встречах в боевых условиях с власовцами (или любыми другими советскими коллаборационистами) сохранилось немало упоминаний в мемуарах участников военных действий с советской стороны. Одно из упоминаний принадлежит главному маршалу артиллерии Н. Н. Воронову:

Вдруг в расположении гитлеровцев появился один белый флаг, затем второй, третий, четвёртый… Вскоре флаги забелели и на соседних участках. Стали показываться небольшие группки пленных немцев, конвоируемых нашими красноармейцами. Так на наших глазах завершалась ликвидация последнего очага обороны гитлеровцев. Бой продолжался, пленных становилось всё больше и больше. Приступ моей болезни повторился, мне пришлось ещё два раза спускаться в землянку. Наконец боли стали глуше, я снова поднялся на командный пункт. Но что там впереди? Наши конвоиры вели группу пленных, затем остановили её, построили в одну шеренгу и стали бить каждого пленного по лицу. Я немедленно послал туда офицера. Избиение прекратилось к великому неудовольствию наших бойцов. Эти пленные оказались власовцами — изменниками и предателями Родины. Постепенно всюду стала стихать стрельба, а вскоре наступила тишина. Враг не оказывал больше сопротивления. Мы поздравляли друг друга с победой— Воронов Н.Н. На службе военной. — М.: Воениздат, 1963.

#### Действия против Запада и Сопротивления
Восточные батальоны русских добровольцев использовались не только в боях с силами СССР, но также и против его западных союзников по Антигитлеровской коалиции и антифашистского Сопротивления в Европе, по крайней мере до создания КОНР и РОА (ВС КОНР) как реального формирования в ноябре 1944 года, когда они находились в составе восточный войск (осттруппен) вермахта под немецким командованием; в январе 1945 года, с официальным выходом РОА из состава Вермахта и её переводом в подчинение Власову, был официально провозглашён нейтралитет РОА по отношению к западным союзникам. Не все эти батальоны впоследствии были переданы КОНР и оставались в подчинению вермахту на Западном фронте вплоть до конца войны.
С. Б. Фрёлих приводил слова члена КОНР Ю. Жеребкова, согласно которому "немецкое высшее командование осенью 1943 года перевело большую часть добровольческих частей во Францию, Италию, Бельгию и Данию"; поскольку Власов реальной властью не обладал, права дать распоряжение против этого решения у него не было.
В 1944 году власовцы действовали в Нормандии во Франции, и за участие в битве при Сен-Ло с войсками США в Нормандии во главе сводного полка власовцев 26 июня — 7 июля 1944 года был награждён Железным крестом 2-го класса майор (после создания КОНР — генерал-майор) С. К. Буняченко. Генерал Оскар фон Нидермайер оценил действия 439-го, 441-го, 635-го и 642-го восточных батальонов, продолжавших сражаться несмотря на большие потери.
В Италии для борьбы с западными союзниками и итальянскими партизанами-антифашистами действовали 616-й и 620-й батальоны РОА. Эти батальоны не были переданы КОНР и остались в составе Восточных войск вермахта; в марте 1945 года из этих батальонов была сформирована отдельная бригада. Также в Италии весной 1945 года находился и Отдельный казачий корпус Доманова, формально переданный КОНР, но ни малейшего желания оказывать сопротивления Доманов и другие командиры не имели.
В Дании 10 января началось формирование 599-й русской бригады генерал-майора В. фон Хеннинга на основе ряда батальонов и более мелких подразделений РОА. До 12 апреля она находилась в стадии формирования, однако по численности превышала 2-ю дивизию ВС КОНР.
Формально переданный ВС КОНР Русский корпус в Югославии также вёл действия против западных союзников.

#### Политические решения
28 марта 1945 года, на последнем заседании президиума КОНР в Карлсбаде было принято решение стянуть все части РОА в одном пункте в районе Альп и там соединиться с 15-м Казачьим кавалерийским корпусом ВС КОНР, который вошёл в состав Русской освободительной армии. Руководители РОА надеялись таким образом продемонстрировать силу и мощь армии, чтобы привлечь политический интерес западных держав, которые пока относились к власовской армии весьма прохладно. На случай, если бы в обозримом будущем не произошло ожидаемого разрыва в Антигитлеровской коалиции, предполагалось присоединиться к отрядам четников бывшего военного министра югославского королевского правительства в изгнании Дражи Михайловича и продолжать борьбу в горах Балкан до изменения общей обстановки. Обсуждался в КОНР также и весьма авантюрный с виду план — пробиться к Украинской повстанческой армии, которая до сих пор представляла собой значительную силу в тылу у советской армии. Впоследствии, осознав неизбежное поражение Германии, руководство РОА в последних числах апреля 1945 года приняло решение выйти из подчинения германского командования и пробиваться на Запад с целью сдачи в плен англо-американским войскам. Части РОА начали постепенно передислоцироваться туда, но в это время 1-й дивизии представилась возможность не предусмотренная первоначальным планом — присоединиться к национальному чешскому восстанию.

#### Действия против нацистской Германии
К весне 1945 года настроения в РОА были резко антинемецкими. С начала весны С. К. Буняченко стал идти на конфликт с командованием вермахта, игнорируя или оспаривая его приказы. Происходили мелкие стычки между РОА и полевой жандармерией и налёты РОА на склады нацистов, в начале мая произошла перестрелка с группой эсэсовцев после отказа последних показать власовцам документы; после избиения власовцы взяли их в плен.
В начале пражского восстания одна из групп повстанцев, оказавшись в критическом положении, обратилась за помощью к «власовцам». 5 мая части 1-й дивизии РОА завязали бои с немецкими частями на подступах к Праге. 6 мая части РОА форсировали Влтаву, вошли в город и освободили 80 % площади Праги. Однако 7 мая Чехословацкий национальный совет, который возглавлял восстание, под давлением коммунистов отказался от сотрудничества с частями РОА, и к утру 8 мая они покинули Прагу, при этом часть бойцов РОА, тем не менее, продолжила борьбу вместе с повстанцами.

### Прекращение существования
Основные силы РОА (штаб, 2-я и 3-я дивизии, и прочие) ещё 19 апреля вышли из Хойберга и к началу мая сосредоточились в окрестностях Линца. После капитуляции нацистской Германии большая часть их перешла в американскую и английскую зоны оккупации, где они впоследствии были интернированы. Некоторые части этой группировки (около 20 тыс. человек) были взяты в плен частями Красной армии.

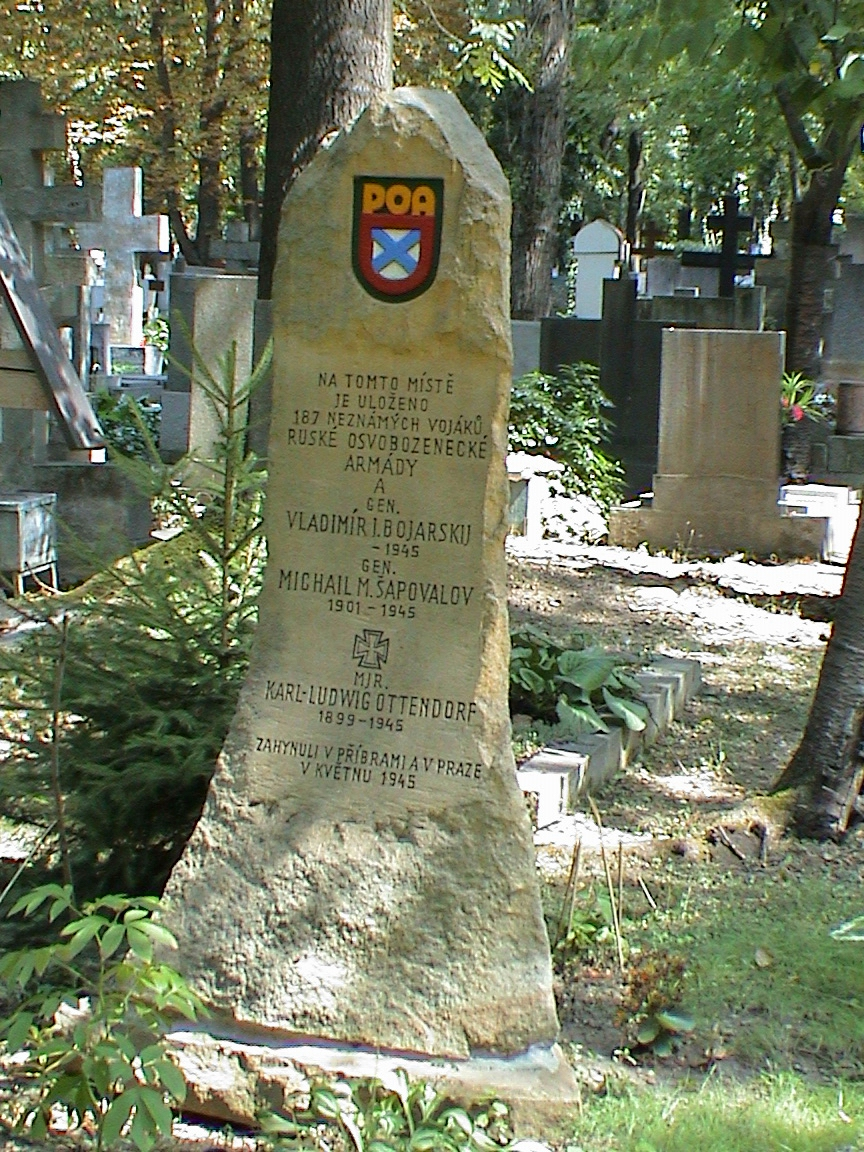
Могила 187 безымянных бойцов РОА и генералов РОА В. Боярского и М. Шаповалова на Ольшанском кладбище в Праге

Согласно некоторым источникам, после занятия Праги советскими войсками раненые власовцы, числом до двухсот человек, сражавшиеся на стороне восставших и оставленные в пражских госпиталях, были убиты прямо на больничных койках, а всего в Праге и её окрестностях было расстреляно без суда и следствия около 600 военнослужащих РОА.
10 мая части 1-й дивизии РОА южнее чешского города Пльзень пересекли демаркационную линию и оказались в американской зоне, где их продвижение было остановлено 4-й бронетанковой дивизией США. Все попытки Власова вступить в переговоры с американским командованием о пропуске 1-й дивизии РОА в американскую зону оккупации результата не дали. В этой ситуации командующий 1-й дивизии 12 мая отдал приказ о роспуске всего личного состава дивизии. 13-14 мая около 9 тысяч «власовцев» сдались в плен советским войскам.
В соответствии с решениями Ялтинской конференции после окончания боевых действий в Европе примерно 2/3 членов РОА из числа оказавшихся в зоне оккупации союзников СССР было передано советским властям. Некоторой части власовцев удалось избежать выдачи СССР и остаться в странах Запада, в их числе — примерно 500 человек (бойцов с семьями) под предводительством Хольмстон-Смысловского, получивших убежище в Лихтенштейне. В СССР офицерскому кадру власовской армии было назначено суровое наказание, значительное число было казнено.
Власов был арестован СМЕРШем 12 мая, начальник его штаба генерал Трухин — 15 мая. Генералы Жиленков, Малышкин, Буняченко и Мальцев добрались до расположения американских войск, но были переданы СССР. Изначально планировался публичный процесс в московском Доме Союзов. Но министр госбезопасности В. С. Абакумов и председатель Военной коллегии Верховного суда В. В. Ульрих обратились к Сталину с просьбой заслушать дело в закрытом судебном заседании «в связи с возможностью изложения подсудимыми на открытом процессе антисоветских взглядов, которые объективно могут совпадать с настроениями определённой части населения».
1 августа 1946 года генералы Власов, Трухин, Жиленков, Малышкин, Буняченко и Мальцев были повешены во дворе Бутырской тюрьмы.

## Состав

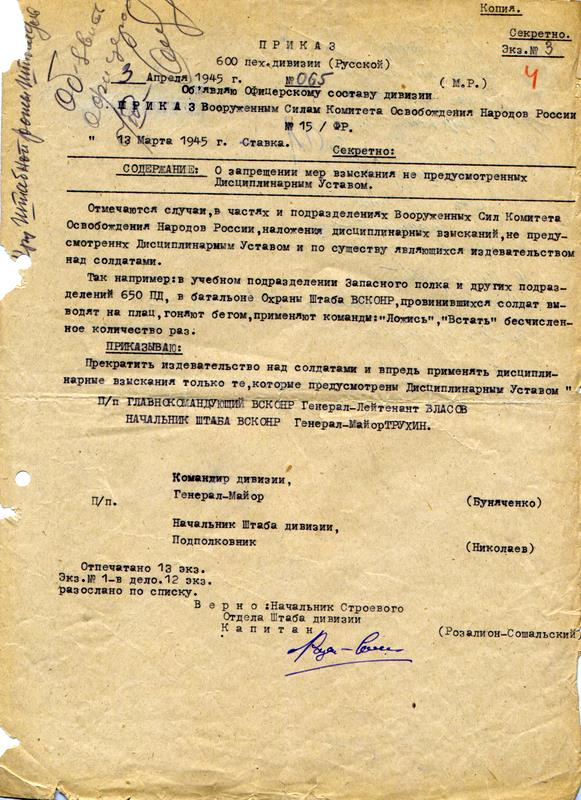
Приказ генерала Власова, направленный на борьбу с произволом командиров в РОА

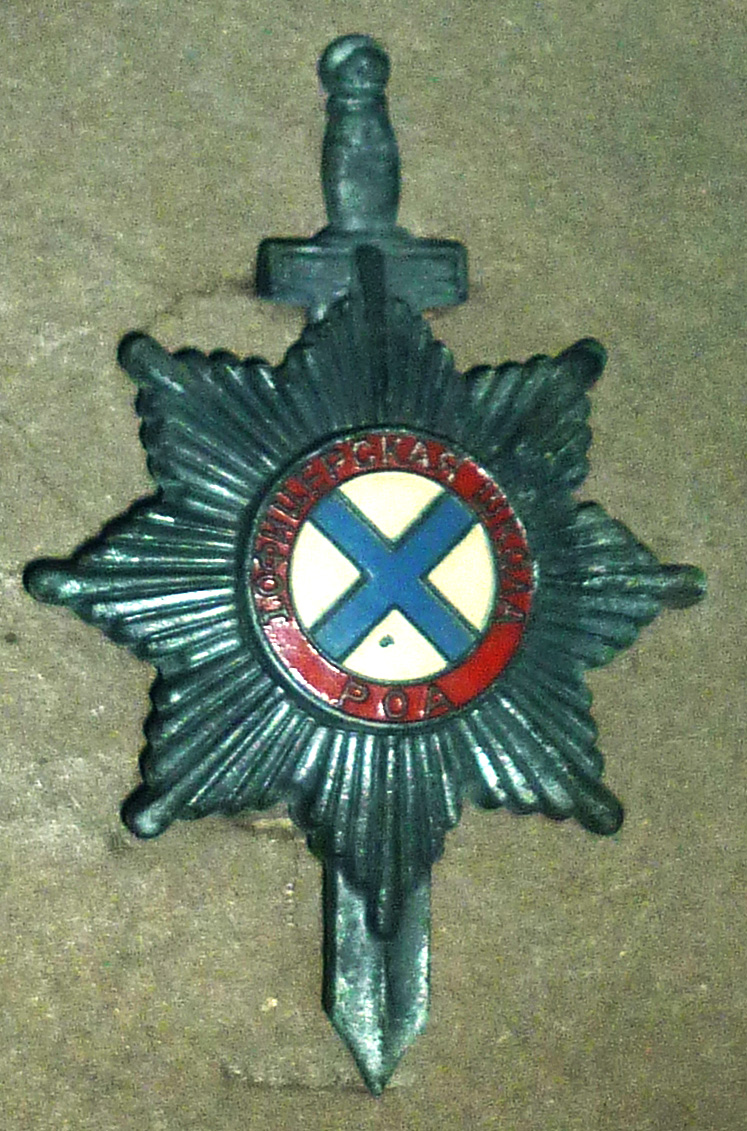
Нагрудный знак Дабендорфской школы

К 22 апреля 1945 года в Вооружённые силы Комитета освобождения народов России входили следующие соединения, части и подразделения:
- Главнокомандующий, группа офицеров личного подчинения (полковник К. Г. Кромиади, подполковник М. К. Мелешкевич, капитан Р. Л. Антонов, обер-лейтенант В. А. Рейслер и др.), рота личной охраны капитана П. В. Каштанова;
- 1-я пехотная дивизия ВС КОНР генерал-майора С. К. Буняченко, полностью вооружённая и укомплектованная (около 20 000 чел.);
- 2-я пехотная дивизия ВС КОНР генерал-майора Г. А. Зверева, личный состав был вооружён ручным автоматическим оружием до пулемётов включительно, тяжёлое вооружение отсутствовало (11 856 чел.);
- 3-я пехотная дивизия ВС КОНР генерал-майора М. М. Шаповалова, располагала только кадром добровольцев, невооружённая (10 000 чел.);
- Военно-воздушные силы КОНР генерал-майора В. И. Мальцева (более 5000 чел.);
- Учебно-запасная бригада полковника С. Т. Койды (7000 чел.);
- Русский корпус генерал-лейтенанта Б. А. Штейфона (5584 чел.);
- 15-й казачий кавалерийский корпус ВС КОНР (32 000 чел. без учёта немцев);
- Отдельный корпус генерал-майора А. В. Туркула (около 7000 чел.);
- Отдельный казачий корпус в северной Италии походного атамана генерал-майора Т. Н. Доманова (18395 чел.);
- Вспомогательные (технические) войска в непосредственном подчинении Главнокомандующему (около 10 000 чел.);
- Центральный штаб генерал-майора Ф. И. Трухина, офицерский резерв при штабе подполковника Г. Д. Белая, отдельный кавалерийский эскадрон капитана Тищенко, батальон охраны штаба капитана А. П. Дубного, спецотряд по охране ценностей КОНР капитана А. Анохина (до 5000 чел.);
- 1-я Объединённая офицерская школа ВС КОНР генерал-майора М. А. Меандрова (785 чел.);
- Братиславская разведывательная школа ВС КОНР майора С. Н. Иванова;
- Мариенбадская разведывательная школа ВС КОНР капитана Р. И. Беккера;
- Управление казачьих войск при КОНР;

Всего в этих формированиях, по разным данным, числилось порядка 120—130 тысяч человек. Данные соединения были разбросаны на большом участке фронта от Загреба (Хорватия) и Толмеццо (северная Италия) до Бад-Шандау (юго-западнее Дрездена).

### Дабендорфская школа
Дабендорфская школа РОА являлась единственным кадровым учебным центром, который готовил офицерские кадры для Русской освободительной армии. Всего через Дабендорф прошло до 5000 человек, состоялось 12 выпусков.
Курс лекций сводился к критике существовавшей в СССР системы и к убеждению слушателей в перспективности власовского движения. Критика сталинизма лекторами велась с позиций законности и желательности февральской революции 1917 года, а некоторыми даже — октябрьской, без сталинских «извращений». На территории лагеря размещались редакции двух газет «Заря» и «Доброволец». Главной идеологической задачей курсов было перевоспитание пленных бойцов и командиров РККА в убеждённых противников сталинского общественно-политического строя.
28 февраля 1945 года школа была эвакуирована в село Гишюбель в 12 км южнее Карлсбада, где прекратила своё существование 22 апреля 1945 года.

## Идеология и политические решения

### Влияние большевизма и НТС
Программные документы «Русского комитета» РОА, КОНР и власовского движения во многом составлялись под давлением и контролем нацистов, и составители программ шли на компромисс с нацизмом. Тем не менее, в отличие от других коллаборационистов, таких как Пётр Краснов (ГУКВ), клявшийся «Всемогущим Богом перед Святым Евангелием» в верности Гитлеру и Бронислав Каминский (РОНА и НСТПР), власовцы всё же не стали на нацистские позиции. В начавшейся после войны в левой эмиграции полемике в критических публикациях признавалось, что идейно власовцы не были «последователями наци», приводилась оценка платформы власовцев как смеси либерализма и большевизма, сделанная сотрудником Имперского министерства пропаганды Э. Таубертом в конце 1944 года:

Власовское движение не чувствует себя настолько связанным с Германией, чтобы идти с нею на "пан или пропал". Оно имеет сильные англофильские симпатии и играет идеей возможной перемены курса... Власовское движение не национал-социалистично. В то время как национал-социалистическая идеология действует взрывчато, как динамит в районах большевисткого господства (что доказано опытом Каминского), власовское движение является жидкой настойкой из либеральной и большевистской идеологий. Важно и то, что оно не борется с еврейством и вообще не признает еврейского вопроса. Власовское движение высмеивает национал-социалистическое мировоззрение.
Признавая демократичность власовской платформы и ее главного документа, Манифеста КОНР, критики власовцев среди левых эмигрантов считали её не выражением убеждений лидеров РОА, а лишь актом приспособленчества и способом заручиться поддержкой западных союзников. Их оппонентом был Б. И. Николаевский, изучавший биографии деятелей РОА и выстраивавший «левый нарратив», акцентировал внимание на левых тенденциях программ РОА, хотя в его нарративе были фактические ошибки и он не был полным; Николаевский считал, что РОА основывалась на большевистском опыте: «превращени[е] войны из войны государств в войну гражданскую против правительства Сталина... Авторы явно прошли хорошую большевистскую школу и твердо помнили "апрельские тезисы" Ленина», он же называл власовцев «пораженцами». Участник Пражского восстания С. Ауски в исследовании «Предательство и измена» называл РОА попыткой построить антисоветское движение «преимущественно на социалистических принципах». Ю. Торвальд считал в её в некотором смысле «революционным» явлением, историк Е. Андреева отмечала во власовцах «не до конца преодолённый большевизм», и в ёё работе проступают контуры нарратива Николаевского. Р. Конквест писал: «"Манифест" показывает, что он <Власов> отнюдь не симпатизировал нацизму — его единственной целью была демократическая Россия».

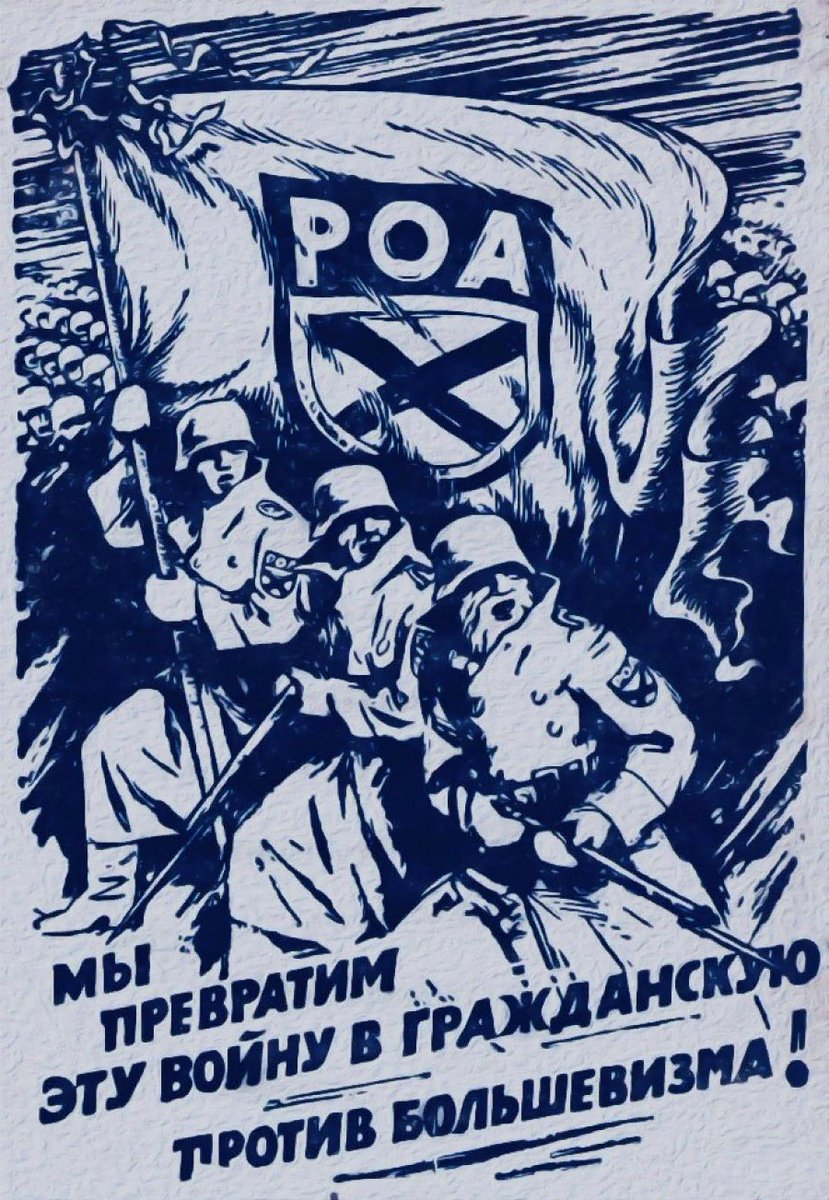
Листовка РОА (1943) с отсылкой к лозунгу Ленина о превращении империалистической войны в гражданскую. Как отмечает Е. Андреева, его фигура в документах КОНР не критикуется: к концу существования РОА её руководители шли на идеологический компромисс с эмиграцией, но при этом «не собирал[и]сь порочить Ленина»

Хотя в РОА и КОНР были некоторые участники Белого движения, между бывшими советскими пленными, «продуктами советского общества», и белоэмигрантами существовали серьёзные разногласия, и «белые» не руководили РОА и власовским движением. Большинство из них служило в других, не связанных с РОА русских коллаборационистских формированиях, лишь в последние дни войны присоединённых к РОА: Русском корпусе, бригаде генерала А. В. Туркула в Австрии, 1-й Русской национальной армии, полку «Варяг» полковника М. А. Семёнова, отдельном полку полковника Кржижановского, а также в казачьих соединениях (15-й Казачий кавалерийский корпус и Казачий стан). В частности, программы РОА требовали от бывших белогвардейцев признать идеалы «подлинно народной революции» 1917 года, не разделяя её на Февральскую революцию и Октябрьскую. Как пишет И. Ермолов, «по всей вероятности, несогласие в этом вопросе до конца войны определило отношения между белыми и бывшими красными. Никакого плодотворного сотрудничества между ними не получилось. Представителям белой эмиграции довелось принять участие лишь в практическом формировании некоторых коллаборационистских частей». А. фон Лампе просил Власова в Манифесте выразить отношение к белым, Власов отказал и пообещал составить отдельное воззвание; когда Лампе его составил сам, Власов его не подписал. В речи на Антибольшевистской конференции Малышкин заявил, что Белое движение «не несло прогрессивных начал для русского народа, это движение было, в лучшем случае, безыдейным движением, а чаще всего — это было движение, направленное к реставрации старой дворянско-помещичьей России». В Манифесте КОНР Октябрьская революция описывается как массово поддержанная и обоснованная: «<Народы> восстали против отжившего царского строя, который не хотел, да и не мог уничтожить причин, порождавших социальную несправедливость, остатки крепостничества, экономической и культурной отсталости. Но партии и деятели... после свержения царизма народами России в феврале 1917... не оправдали себя перед народом. Народ стихийно пошел за теми, кто пообещал ему дать немедленный мир, землю, свободу и хлеб, кто выдвинул самые радикальные лозунги».

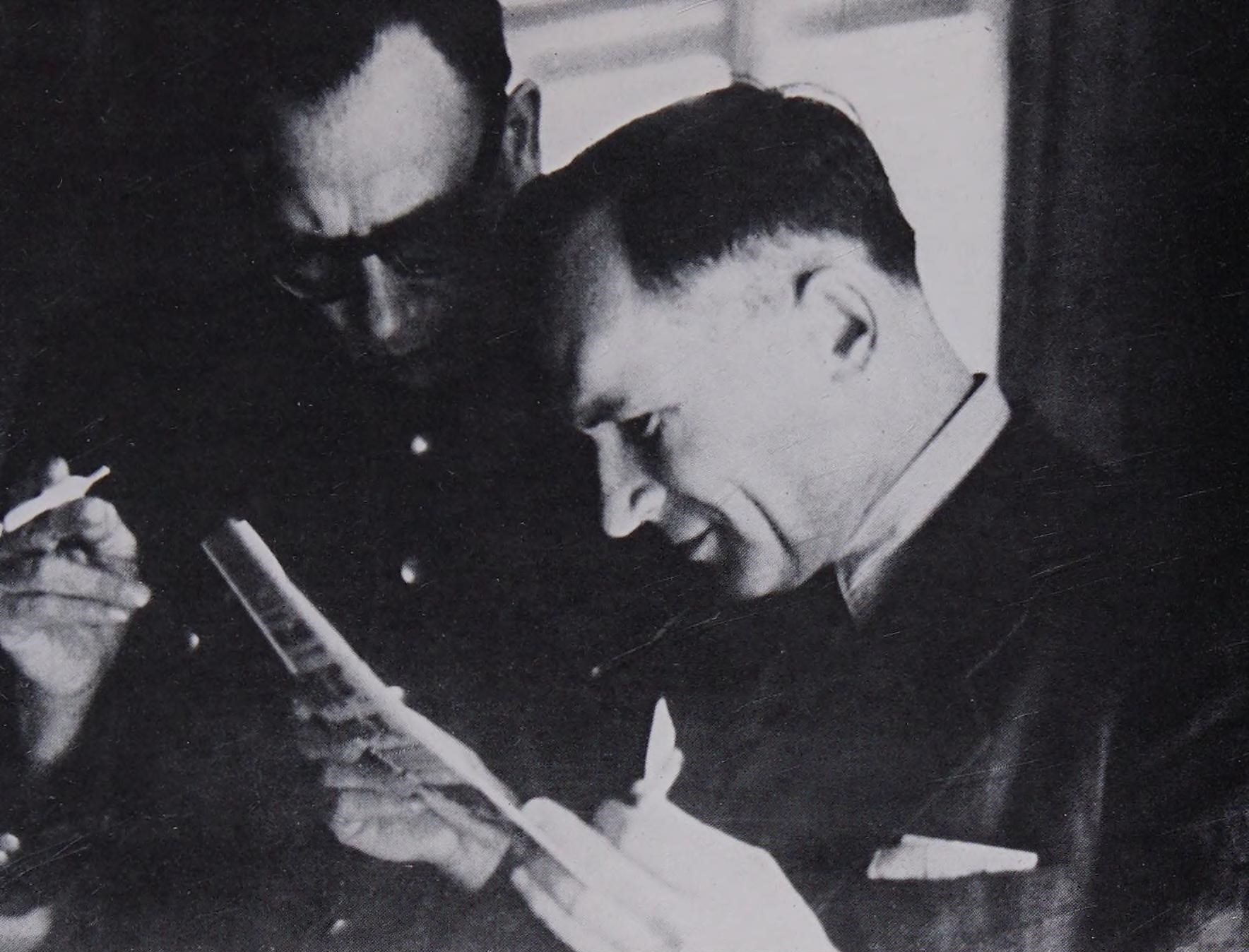
Власов и Малышкин

Е. Андреева отмечала, что при формировании идеологических основ РОА ответы искались «скорее ощупью» людьми, которые в условиях тоталитаризма политикой не занимались; М. А. Зыков был единственным лидером РОА с гуманитарным образованием. Изначально Зыков был главным идеологом РОА, при этом он называл себя «марксистом» и «социал-демократом», также его характеризовали как сторонника Н. И. Бухарина. Зыков стал одним из авторов одного из программных власовских документов, Смоленской декларации: основные его положения составлялись при обсуждении с Власовым русскими сотрудниками Вермахт-Пропаганда и редактировались Зыковым и капитаном фон Гроте, основным его лозунгом стала «Новая Россия без большевиков и капиталистов» при роспуске колхозов, частной собственности на землю, социальной справедливости, основными правами и свободами и «почётном мире» с Третьим Рейхом. Е. Андреева и К. Алексанров отмечают, что в качестве компромисса для публикации в программу РОА добавлялись откровенно «лживые» положения: говорилось, что нацизм ведёт войну против большевизма, но не против русских, и будто «Национал-социалистическая Германия Адольфа Гитлера ставит своей задачей организацию Новой Европы без большевиков и капиталистов», что также не было правдой.

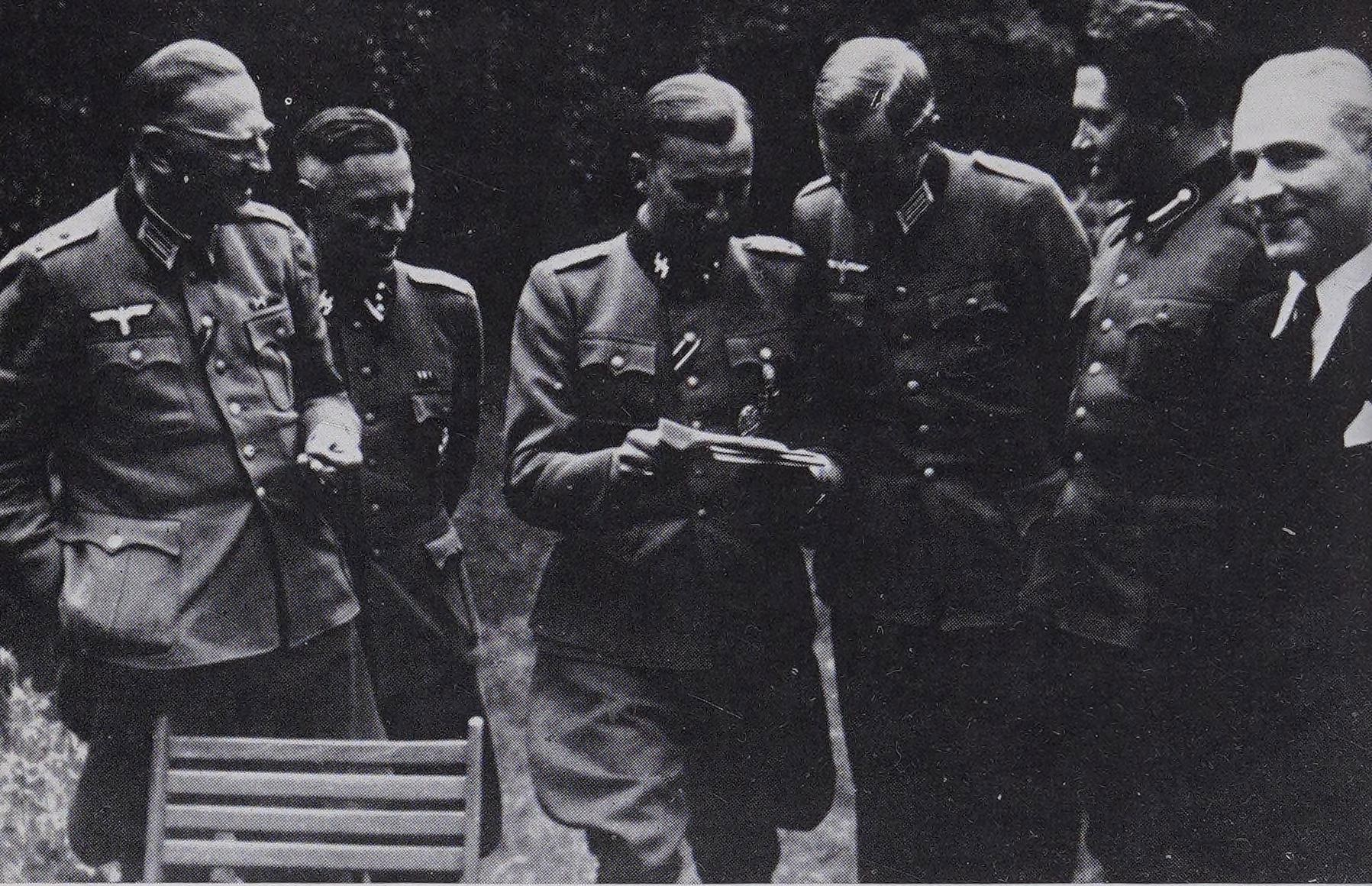
Крайние справа — Жиленков и идеолог РОА «марксист» Зыков, крайний слева — Штрик-Штрикфельдт, в центре — пропагандист СС Гунтер д’Алкен

К 1944 году конкурентами зыковского «марксизма» стали НТС и разные течения в Дабендорфе, в том числе и «февралисты»; Зыков, по утверждению Александрова, при конкуренции остался в почти одиночестве, в то время как Хоффман, напротив, говорит о группе сторонников Зыкова, противостоявшей НТС; член НТС Казанцев, занимавшийся печатным органом КОНР «Воля народа», говорил о ней как «немногочисленной группе молодёжи». Среди сторонников Зыкова был один из авторов «Блокнота пропагандиста...» КОНР, важного документа, развивавшего Манифест, но бывшего скорее одним из вариантов толкования и не утверждённого в качестве официальной программы, Д. Д. Падунов (Галкин), но при этом «Блокнот...» — единственный документ КОНР, критикующий коммунизм и марксисткое учение (при этом в нём же уточняется, что после смерти Ленина партия претерпела «перерождение» в проводника идей... Сталина, а не какой бы то ни было специфической идеологии», а упоминания Ленина (личность которого в документах непосредственно КОНР не имеет оценки) не имеют негативного характера); в руководстве КОНР линию Зыкова продолжил его заместитель Н. В. Ковальчук, один из составителей Манифеста КОНР, не вошедший в Президиум КОНР; один из руководителей КОНР Д. Е. Закутный также описывается как сторонник Бухарина; по утверждению члена Президиума КОНР Ф. П. Богатырчука, Жиленков (также член Президиума) был «стопроцентно убеждённым коммунистом и до мозга костей диалектиком».
Через Трухина и Меандрова, вступивших в НТС, на Дабендорф стало оказываться влияние НТС, хотя в Дабендорфе формировались свои взгляды и течения, и Дабендорф сам по себе оказывал влияние на идеологию РОА. Галкина Александров характеризует как представителя «того крыла власовского движения, которое сложилось в 1943 году в Дабендорфе и при общем отрицании режима сталинской диктатуры следовало определённым постулатам марксистской схемы общественного развития». Влияние НТС не было всеобъемлющим: сам Власов, сохраняя с некоторыми лидерами НТС дружеские отношения, отстранялся от их идеологии, ряд офицеров РОА открыто выступал против неё. От НТС в Манифест перешла формулировка «национально-трудовой строй», привнесённая членом НТС Зайцевым, но составители трактовали её максимально широко: для Зайцева это значило определение положение человека в обществе по результатам личного труда, Власов рассуждал о народном управлении, Зайцев как член НТС хотел добавить определение «национально-трудового строя», но оно не было включено. Глава Управления Безопасности КОНР Ветлугин (Тензоров) писал, что советские граждане видели НТС «единственной организацией, которая была политически активна и имела влияние кроме» белогвардейцев «РОВС, Лампе и Бискупского, которые были неприемлемы для нас».
В общем, видимо, Зыков оказал большое влияние на власовскую идеологию, хотя он был похищен, и, по всей вероятности, убит нацистами до создания КОНР; лозунг «Новая Россия без большевиков и капиталистов», повторившийся в «Почему я стал на путь борьбы с большевизмом», в котором также содержался призыв «завершить революцию» 1917 года, не использовался прямо с 1944 года, в «Блокноте...» сохранилось положение о сохранении госсобственности на промышленность в качестве альтернативы «большевизму» и капитализму, критикуемому за безработицу и отсутствие социальных гарантий и империалистические войны, а советское государство оценивается как совокупный капиталист; в Манифесте говорится только о «народной государственности без большевиков и эксплуататоров» и «передаче земли в частную собственность крестьян» при обеспечении государством «социальной справедливости и защиты трудящихся от всякой эксплуатации». В Манифесте также советский строй также оценивается не как социализм, а как государственный капитализм. В речи Малышкина на Антибольшевистской конференции говорится, что построенная СССР промышленность должна остаться в госсобственности. Штифанов, рассматривая историю идеологии РОА, отмечал, что последний этап с формирования Манифеста КОНР представлял собой попытки достичь компромисса со старой эмиграцией, из-за чего в идеологии усилились правые тенденции, что выражалось в приятии скорее Февральской революции, чем Октябрьской, и влияние положений Зыкова уменьшилось; при этом было и стремление достичь компромисса с советскими реалиями.

### «Национальный вопрос»

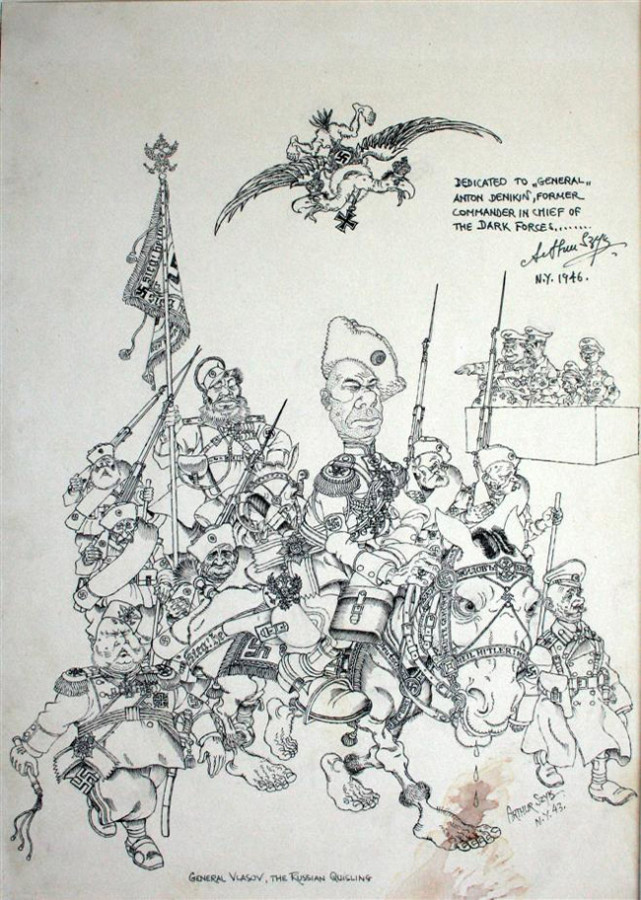
Карикатура Артура Шика «Генерал Власов — русский Квислинг» (1943) с посвящением Деникину (1946), чьи солдаты были известны еврейскими погромами, изображает Власова крайним реакционером в окружении белогвардейцев; над Власовым — российский имперский двуглавый орёл

Другой стороной идеологии РОА был «националистический оттенок», Власов и власовцы в своей риторике апеллировали к националистическим и патриотическим чувствам и к идеям «национальной России» и национальной независимости, в том числе и от Третьего Рейха, сам Власов говорил: «Германия не может выиграть войну без русских», «мы не хотим коммунизма, но мы также не хотим быть немецкой колонией», «чужой кафтан не по русскому плечу», «национал-социализм навязан России не будет». Эти высказывания Власова вызвали недовольство Гиммлера, публично назвавшего Власова «русской свиньёй»: Гиммлер в речах заявлял, будто они подрывают боевой дух и нацистскую расовую теорию, будто из-за слов Власова «Россия может быть побеждена только русскими» немцы забывают о расовом превосходстве и считают сотрудничество русских необходимым условием для военной победы, а потому «Фюрер определённо запретил» власовское движение. Впоследствии после общения с Власовым в ноябре 1944 года Гиммлер о Власове приобрёл положительное мнение и, возможно, после общения с ним пришёл к идее возможности дружественной Третьему Рейху «восточно-русской сибирской империи». Гиммлер также выступал за подчинение всех армий советских коллаборационистов русскому руководству КОНР. Розенберг же, напротив, выступал за самостоятельные армии; изначально Розенберг желал создания национальных комитетов, которые бы создали на территории СССР моноэтнические политические и государственные образования под управлением Третьего Рейха, в том числе и русское; в ответ на меморандум Русского комитета с идеей объединения всех советских коллаборационистских движений в РОА под русским командованием и заявлениями Власова Розенбергу, что независимость Украины и Кавказа «не является отказом» русских от этих регионов, так как между независимыми равноправными государствами сохранялось бы экономическое сотрудничество, а кроме того, что эксплуатируемая в качестве колонии Россия обязательно будет угрозой для «Новой Европы», и что «самое сильное сопротивление оказывает русский народ, который представляет собой ведущий срез общества в Советском Союзе, что обусловлено [его] историей, расой и достижениями», Розенберг ответил осуждением «великорусского империализма»; Э. А. Кёстринг впоследствии утверждал, будто в Дабендорфе скрыто «вынашивалась идея великорусскости».
В дальнейшем власовцы стали уделять много внимания «национальному вопросу»: в апреле Власов публично заявил, что Российская империя, будучи «основан<ной> на принципе угнетения национальностей», была «тюрьмой народов» (здесь повторив Ленина), что в СССР «к другим угнетённым народам нашей страны присоединился также и русский народ», и что это возможно преодолеть лишь «свержением сталинского режима»; с заявлением эти установки стали распространять Вермахт-Пропаганда, а лидеры РОА объявили себя интернационалистами. Малышкин на Антибольшевистской конференции в апреле 1943 года в поставил «национальный вопрос» на первое место и заявил, что всякое меньшинство само имеет право решать своё будущее — вплоть до отделения и полной независимости. С этого времени это стало существенным положением идеологии РОА и первым пунктом Манифеста КОНР; судя по оставшимся от КОНР документам, «великорусский шовинизм» и белогвардейский лозунг «Единая и Неделимая Россия» большого веса в КОНР не имели. В интервью Völkischer Beobachter Власов говорил об «уничтожении губительного интернационализма», с чем связал «за каждым народом право на самостоятельное развитие и на государственную самостоятельность». «Губительный интернационализм» как враждебное национальной независимости явление присутствует и в «Блокноте…», при этом его авторы не отказывались от интернационализма полностью и, видимо, шли «посередине» между национализмом и интернационализмом, и настаивали, что «наш национализм… проповедует идеи солидаризма и искренней дружбы в отношениях между народами», которому противопоставили «шовинизм», рождающий «взаимоненависть между народами, империалистические стремления и постоянную опасность войн».
В рамках идеи Гиммлера по объединению под русскими всех советских коллаборационистов в КОНР приглашались националисты-коллаборационисты, но при гарантии самоопределения с независимостью, Богатырчук стал представлять в нём Украину, Н. Н. Будзилович — Беларусь, а казаки и УВВ в Манифесте считались силами КОНР, но обычно националисты отказывались, видя во Власове русского империалиста, скрывавшего свои истинные мотивы, или при отсутствии неприятия не признавали его своим командующим, а в характеристике Тауберта (см. выше) и других нацистских документах эти же действия расценивались как стремление поглотить национальные движения. Жиленков встречался с С. А. Бандерой для обсуждения сотрудничества, но тот отказался: «какая бы Москва ни была, всё равно русские останутся врагами Украины, они принесли большевизм на Украину, поэтому никаких дел с москалями иметь не хочу». СС, проводнику идеи Гиммлера, Бандера говорил, что Власов — скрытый империалист, а сотрудничество с ним лишь дискредитирует его движение, способное, как он думал, взять власть в Украине полностью своими силами; Т. Д. Бульба-Боровец им ответил, что Власов, во-первых, империалист, а во-вторых, коммунист, так как в СССР был членом ВКП(б), достиг орденов и высокого статуса и антикоммунистических взглядов не выражал; одной из причин создания УНК было не допустить переход украинцев вермахта в ВС КОНР.

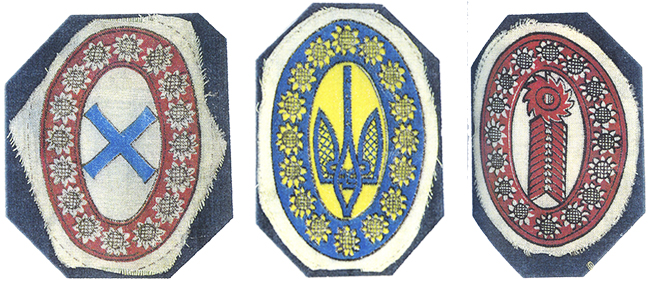
Национальные значки для русских, украинских и белорусских остарбайтеров, введённые как замена знака OST, русский значок соответствует власовской эмблеме. Де-юре были утверждены до создания КОНР, фактически были введены под давлением КОНР при невозможности добиться с их стороны полной отмены дискриминационных знаков.

Следуя пунктам Манифеста о борьбе с принудительным трудом и национальным угнетением, руководители КОНР стали пытаться представлять «остарбайтеров» и улучшать их положение. Для этого было сформировано Гражданское управление КОНР, номинально во главе с Закутным, в его деятельности принимал участие и сам Власов. Это предприятие при амбициозных планах встретило сопротивление со стороны нацистов, но главным образом пассивное, хотя в вышеприведённой характеристике Тауберта из противных нацизму идеологических основ делался вывод, что за КОНР необходимо внимательно следить и никакой власти над остарбайтерами не давать. Основными результатами стали отмена телесных наказаний и уравнение «остовцев» в плане продовольствия со «второй категорией» иностранных рабочих: французами, бельгийцами, голландцами. Остальные изменения были либо незначительными, либо символическими, вроде замены знака OST на специальные «национальные значки». На совещании КОНР Власов заявил, будто также добились уравнения прав остарбайтеров с другими рабочими и отмены пятнадцатипроцентного налога на зарплату остарбайтеров. При КОНР также пытались создать учреждение со статусом Красного Креста, отчасти для того, чтоб завести контакты в Швейцарии, однако эта идея была отклонена Риббентропом, формально из-за отсутствия у КОНР государственной территории. «Народная самопомощь» при КОНР по итогу была создана как благотворительная организация «народов России» в Третьем Рейхе.

### Антисемитизм
Так как РОА была подчинена нацизму, в её пропаганде до создания КОНР важным моментом был антисемитизм. Но идеология РОА развивалась автономно от нацизма, и антисемитские инвективы отсутствуют в программных документах РОА — Смоленской декларации, «Почему я стал на путь борьбы с большевизмом», Манифесте КОНР и «Блокноте...», как и в материалах газеты КОНР «Воля народа».
Однако антисемитизм регулярно использовался в разбрасываемых люфтваффе власовских листовках и неофициальных пропагандировавших Власова оккупационных и пронацистских газетах, копировавших штампы нацистской пропаганды, в том числе и «жидобольшевизм»; после создания КОНР антисемитские материалы либо сократились до условного количества, либо исчезли. Также грубый нацистский антисемитизм регулярно пропагандировался в Дабендорфской школе на специальных занятиях по «еврейскому вопросу». По итогу анонимный власовец резюмировал, что «антисемитизма активного не было», в отличие от «украинцев» и казаков Краснова, «Но душок, душок был. Из песни слова не выкинешь!» К этим газетам относились и газеты Зыкова «Заря» и «Доброволец»: сам будучи евреем, Зыков сокращал антисемитские материалы по сравнению с другими оккупационными газетами, но это удавалось только первые три месяца; способом пассивно сопротивляться было перепечатывание материалов из Völkischer Beobachter с указанием первоисточника, хотя определённая часть материалов «шла без ссылок на нацистский официоз». После войны оставшиеся в эмиграции власовцы утверждали, что они антисемитами на самом деле не были, и что антисемитизм был следствием принуждением со стороны нацистов.
Что касается первых лиц КОНР, в том числе и самого Власова, то антисемитизм использовался в вышеупомянутой речи Малышкина: в частности, он приписал Власову слова «свобода для всех народов, кроме еврейского», хотя в других речах Малышкина антисемитизма не было, а антисемитские вставки в речи немногочисленны. В интервью Völkischer Beobachter уже в январе 1945 года, возможно, из-за характера издания, к антисемитизму прибегнул Жиленков, до этого редактировавшего антисемитскую газету «Доброволец». Комментируя речь Малышкина и приписанную Власову фразу, И. Ермолов пишет, что «Власов так никогда не говорил, ни в одном из его последующих выступлений также не содержится антисемитских высказываний». К антисемитским высказываниям Жиленкова, по словам В. Позднякова, Власов «очень критически отнёсся», а по словам Штифанова, нацистам заявлял, что «еврейский вопрос» это «внутреннее русское дело, и решаться оно будет» только после свержения советской власти. Это согласовывается с воспоминаниями С. Б. Фрёлиха, приводившего частные высказывания Власова против нацистского антисемитизма и его якобы неактуальности для России («проблема еврейства в России не играет значительной роли, так как в России антисемитизм никогда не являлся мировой проблемой, как в Германии. Пользующиеся плохой славой погромы были следствием организованного бандитизма, который был начат царской полицией для травли социалистов, либералов и евреев»; «Можно подумать, что для Гитлера уничтожение евреев важнее, чем победа над советской армией»), как соответствует и вышеприведённой записке Тауберта («не борется с еврейством и вообще не признает еврейского вопроса»). Штрик-Штрикфельдт также отрицал, что Власов был антисемитом: якобы он Роберту Лею сказал: «Вы воюете против невинных еврейских детей, вместо того, чтобы воевать против Сталина». Д. Жуков и И. Ковтун считают отсутствие у Власова антисемитских взглядов «мифом» и предполагают, что мемуаристы вроде Штрик-Штрикфельдта вводят читателей в заблуждение.
Д. Жуков и И. Ковтун приводят ряд антисемитских высказываний Власова из пропагандистских материалов 1943 года, которые подают как прямые цитаты из его речей, хотя в трёх из шести приведённых ими случаях они прямыми цитатами не являются («Власов подчеркнул, что... русским народом управляют жиды»; «Власов даже подчеркнул, что плодами революции воспользовались только жиды»; «<Власов> указал на преемственность между русской революцией 1917 года и нашим движением... Большевики же и мировое иудейство...»), и ещё в одном приводимом случае антисемитская фраза Власову даже не приписывается, а идёт в комментариях к его речи. В других двух случаях антисемитизм шёл прямо от имени Власова: в напечатанном в «За Родину» тексте о посещении Власовым редакции этой газеты идёт прямая цитата об «интернациональной жидовской клике», а в декабре 1943 года от имени Власова «Доброволец» выпустил «Открытое письмо» против «иудо-большевизма и плутократов». Об антисемитизме в выступлениях Власова говорится не только оккупационных газетах, но и в похвальном донесении генерала Оскара ван Гинкеля начальству о личности Власова и его работе. По мнению Жукова и Ковтуна, Власов сохранял антисемитские взгляды до конца жизни, в подтверждение чего приводят запись Гёббельса от 1 марта 1945 года, в которой он описал встречу с Власовым: «Интересны прежде всего высказывания Власова о внутренних делах большевистской иерархии. По его словам, Сталин правит в России, пользуясь диктаторскими полномочиями. Он пытается использовать в своих целях евреев, а евреи пытаются использовать его в своих»; приобрёл Власов антисемитские взгляды, как они считают, ещё до перехода на сторону нацистов, так как в СССР широко был распространён бытовой антисемитизм: так, адъютант Власова по 20-й и 2-й ударной армиям утверждал: «За время моего наблюдения за Власовым я убедился, что он не мог терпеть евреев, он употреблял выражение "евреи атаковали военторг" и т.п., и он форменным образом разогнал работников военторга, по национальности евреев. Власов говорил, что воевать будет кто-либо, а евреи будут писать статьи в газеты и за это получать ордена». По их же мнению, «велика вероятность того, что Малышкин не только использовал антисемитские заявления как маскировку, но и действительно выражал то, что думал на самом деле».
В то время как в программы РОА и КОНР антисемитизм не входил, антисемитские положения вошли в программу («схему») НТС даже в 1944 году, в период, когда её члены подвергались преследованиям со стороны нацистов, и когда НТС работал нелегально:

Влияние народностей, на входящих в состав Российской нации, на государственную или общественную жизнь, должно быть полностью исключено. Евреям предоставляется право или свободно покинуть пределы России, однако, без вывоза капиталов, или же поселиться на территории Российского Союзного Государства, в специально отведенной для них области.

### Отношение к Западу
В программных власовских документах и власовской пропаганде присутствует критика западных союзников как «плутократов» и капиталистических империалистов. Однако лидеры РОА симпатизировали главным образом именно им, Власов хотел связаться с ними и перейти под их покровительство с 1943 года, а антисоюзническую риторику лидеры РОА считали вынужденной. В частности, положения Манифеста КОНР с критикой западных союзников были компромиссом с Гиммлером, настаивавшем на добавлении антисемитских пунктов, и образ западных союзников по сравнению с образом СССР был более мягким.

## Символика и знаки различия

### Флаг

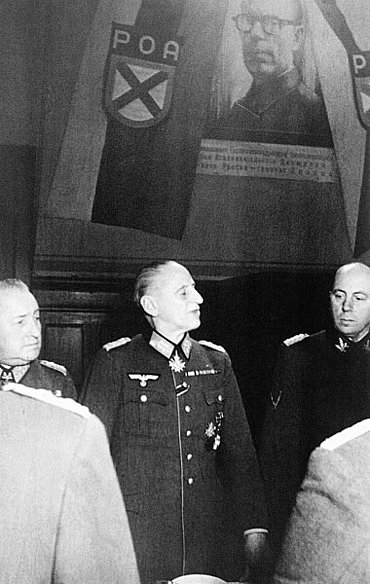
Эрнст-Август Кёстринг, начало 1945 г.; рядом с портретом Власова видны Андреевский флаг (справа) и Российский триколор, оба с эмблемой РОА

#### Бело-сине-красный флаг
Российский триколор до 1945 года не был официальным символом РОА и использовался неформально: отдельными подразделениями и эпизодически, например, использование триколора документально зафиксировано в кадрах съёмки парада 1-й Гвардейской бригады РОА в Пскове 22 июня 1943 года, для личного состава которой были изготовлены нашивки с бело-сине-красным флагом, после расформирования бригады не использовавшиеся. Также он фигурировал как символ РОА во власовской пропаганде. В частности, упоминался в марше РОА «Мы идём широкими полями»: «Мы идём, над нами флаг трёхцветный, / Вьётся песня по родным полям...». 18 января 1944 года триколор использовался при обнародовании Манифеста КОНР в Европа-Хаус в Берлине. В январе 1945 года произошла формальная передача Власову командования над РОА; в феврале в честь церемонии передачи ему двух дивизий в Мюнзингене был поднят триколор и стал официальным строевым флагом ВС КОНР.

#### Андреевский флаг
Русская освободительная армия в последние месяцы существования была юридически и фактически полностью отделена от вермахта, за исключением связей формального свойства. В качестве флага Русской освободительной армии использовался военно-морской флаг с Андреевским крестом. Над лагерем Дабендорф, в котором происходило формирование русскоязычных соединений в 1943 году, рядом с государственным флагом нацистской Германии располагался Андреевский флаг[4], что подтверждено документальными фотографиями. Также Андреевский крест использовался в пропагандистской печати РОА. Нарукавный шеврон РОА представлял собой андреевский щиток с красным кантом.

### Воинские чины
В РОА действовали следующие воинские чины:
| Категории             | Генералы          | Генералы      | Генералы  | Штаб-офицеры | Штаб-офицеры | Штаб-офицеры | Обер-офицеры | Обер-офицеры | Обер-офицеры | Унтер-офицеры | Унтер-офицеры | Нижние чины | Нижние чины |
| --------------------- | ----------------- | ------------- | --------- | ------------ | ------------ | ------------ | ------------ | ------------ | ------------ | ------------- | ------------- | ----------- | ----------- |
| Погоны к форме одежды |                   |               |           |              |              |              |              |              |              |               |               |             |             |
| Генерал               | Генерал-лейтенант | Генерал-майор | Полковник | Подполковник | Майор        | Капитан      | Поручик      | Подпоручик   | Фельдфебель  | Унтер-офицер  | Ефрейтор      | Солдат      |             |

### Присяга
С 28 января 1945 года все солдаты Русской освободительной армии приводились к следующей присяге:

Я, как верный сын моей Родины, вступая добровольно в ряды бойцов Вооружённых сил народов России, перед лицом соотечественников присягаю — для блага моего народа, под главным командованием генерала Власова бороться против большевизма до последней капли крови. Эта борьба ведётся всеми свободолюбивыми народами в союзе с Германией под главным командованием Адольфа Гитлера. Я клянусь быть верным этому союзу. Во исполнение этой клятвы я готов отдать свою жизнь.

### Марш и гимн
Маршем РОА являлась песня «Мы идём широкими полями». Музыка М. Давыдова, слова А. Флорова. По мнению некоторых исследователей, мелодия марша точно такая же, как из «Песни о Родине» («Широка страна моя родная»), а текст близок к тексту «Песни защитников Москвы» 1941 года.
При учреждении КОНР после того, как Власов зачитал манифест, были сыграны две песни: «Коль славен наш Господь в Сионе», которую хор пропел на мелодию песни Ich bete an die Macht der Liebe, и «От края и до края» — заключительный хор советской соцреалистической оперы Ивана Дзержинского «Тихий Дон». Впредь эти две песни должны были исполняться на всех официальных торжествах КОНР и РОА: «Коль славен...» была утверждена в качестве гимна, а после неё «От края и до края» исполнялась как «песня русских добровольцев». Выбор официальных песен был обусловлен идеологией РОА: они должны были символизировать «слияние всего лучшего в старой России и Советском Союзе».

## Отношение к РОА в современной России

### Историография, память и политика
Различные нарративы о власовском движении были созданы в XX веке. В СССР фигура Власова и его движение не анализировались и очернялись и замалчивались; «власовцами» стали называть вообще всех советских граждан, так или иначе служивших в вермахте и СС. Манифест КОНР, в частности, описывался как крайне реакционная программа: «отвратительный гибрид власовщины и белогвардейщины», «удивительная смесь национал-социализма... черносотенных лозунгов, близких по духу лозунгам недоброй памяти "Союза Михаила Архангела", и программы белоэмигрантского НТС». До конца 1980-х годов российский триколор называли «власовским», в настоящее время этот «миф» также распространяется. Никита Соколов отмечает, что советский нарратив о Власове как о главном предателе и символе коллаборационизма был преувеличен, так как РОА была далеко не самым активным и успешным проектом из советских коллаборационистов, но Власов, по его мнению, просто лучше подходил на роль в качестве образа классического «предателя».
В эмиграции нарративы о РОА начали формироваться в первые годы после войны: бывшие белогвардейцы, в частности, Кромиади, Туркул и журнал РОВС  «Часовой», в котором о РОА писал фон Лампе, начали характеризовать власовское движение как «неотъемлемую часть белого движения» или «национально-освободительного движения, открытого Белой борьбой» и «христианской войны» против «коммунизма»; Манифест КОНР Туркул на этом основании оценивал как ничего не определяющий документ. Бывшими власовцами такая трактовка некоторое время принималась, а её авторы стали новыми лидерами, так как были натурализованными гражданами стран Запада, которым не грозила высылка в СССР; появились монархические власовские организации, но просуществовали недолго. Тем не менее, и этот нарратив до сих пор продолжает находить сторонников в России.
Авторитетный в эмиграции деятель, меньшевик Борис Николаевский, после посещения лагерей для перемещённых лиц составивший мнение о власовцах как о движении, идейно демократическом и даже антинацистском, обращал внимание на конфликты власовцев с нацистами; в своём нарративе, в отличие от монархистов и белых, он мог прямо ссылаться на текст Пражского манифеста, провозглашавшего верность идеалам революции 1917 года, хотя и он, отчасти из-за недостатка информации, не был полным и содержал фактические ошибки; Николаевский называл РОА «пораженцами» и проводил связь между РОА и «циммервальдской моралью» Ленина. Его нарратив вызвал широкую полемику в эмиграции, некоторые меньшевики, занявшие во время войны «оборонческую» позицию, выступили с его критикой, отвергая за РОА какую-либо идею, считая её организаторов чистыми приспособленцами и пособниками уничтожения собственного народа, стоявшее за ней политическое движение — «неумную авантюру» «по лучшим образцам "ленинизма-сталинизма"». С. П. Мельгунов написал, что полемика «в данный момент... не имеет смысла», но критически отверг платформу КОНР в качестве «воли народа» из-за признания ей права на самоопределение наций. В ходе полемики сами бывшие власовцы из СБОНР в ответных публикациях перешли к грубому национализму и отказывались признать коллаборационизм ошибкой, по итогу не приняв нарратив Николаевского, но сам Николаевский мнения не изменил. Р. Б. Гуль считал, что власовцы пользовались Николаевским как «прямым и ЧИСТЫМ ходом в Вашингтон». ЦРУ действительно собиралось привлечь власовцев к своим психологическим операциям, в основу которых должен был лечь и культ Власова. С другой стороны, ЦРУ использовало и коллаборационистские организации без демократического имиджа: например, Белорусскую центральную раду и подобные организации из Антибольшевистского блока народов.
В полемику включились и западные журналисты и историки. Ю. Лайонс и Ю. Торвальд видели в РОА черты революционного явления, А. Даллин, в наименьшей степени опиравшийся на мемуары власовцев и в наибольшей - на нацистские документы, писал, что «власовцы не столько приспосабливались, сколько действовали вопреки нацистским установкам при помощи критиков и оппонентов восточной политики в разных немецких кругах», и в этом заключалась их опасность в глазах нацистов. В дальнейшем контуры левого нарратива прослеживаются в работе Е. Андреевой, наряду с Й. Хоффманом рассматривавшей идейное и политическое развитие РОА, и К. Александрова. Хоффман также говорил об историческом значении РОА, «ни в коей степени не связа<нного> с его успехом или неудачей», поставив власовское движение в один ряд со следующими «попытками»:

В современной истории есть немало примеров того, как именно неудавшиеся предприятия приобретали огромное значение. Напомним о восстании Тадеуша Костюшко в 1794 году, о революции в Германии и Австро-Венгрии 1848—1849 гг. и, наконец, о покушении на Гитлера 20 июля 1944 года. Эти попытки различны по мотивам и целям, но их объединяет одно: несмотря на постигшую их неудачу, они стали легендой.
Р. Конквест сравнивал РОА с ирландскими революционерами и коллаборационистами Бирмы и Индонезии и писал, что «единственной целью» Власова была «демократическая Россия».
В современной российской историографии с официальных позиций выступил против Александрова А. Н. Артизов, поддержав лишение Александрова степени доктора наук (см. ниже); Артизов отрицал какие-либо идейные мотивы Власова при подготовке сборника документов «Генерал Власов: история предательства».
После Николаевского новый нарратив в публичной памяти создавался диссидентской интеллигенцией, которая «маркировала Власова, как символ страдающего русского народа», что, по мнению Б. Тромли, восходит к книге А. И. Солженицына «Архипелаг ГУЛАГ»: «вовсе не попавший в плен солдат предаёт Россию — напротив, это советское государство предало своих солдат. Сталин бессмысленно жертвовал армиями. Он обращался с военнопленными, словно с предателями». В итоге возникает нарратив «Второй мировой войны, как двойной жертвы. Это идея о том, что советский народ, теперь всё чаще воспринимаемый, как русский народ, выиграл войну против нацизма, несмотря на жестокость и некомпетентность советского государства. В этом контексте жертва Власова вполне уместна».
Хотя уже с конца 1980-х годов среди населения России стало появляться и положительное отношение к Власову, большинство россиян относится к коллаборационистам негативно, хотя и единства в российском обществе по этому вопросу нет; возрождение правого русского национализма с распадом СССР не привело к значительной популяризации Власова, в том числе и из-за ориентации большинства русских националистов на идеи империи или панславизма, а не на сепаратистское национальное государство.
В 1990-е годы стал Власов приобрёл новое значение как символ предательства уже и в РФ, и его использовала КПРФ. Как отмечает Бенджамин Тромли, по мере перехода путинизма от либеральной риторики к консервативной и возведения «мифа» о победе в ВОВ, главным образом для поддержания внутреннего имиджа РФ как «сверхдержавы» с «национальной доблестью», и официального противодействия «фальсификациям истории в ущерб интересам России», «этот антивласовский дискурс затвердевает и принимает нарастающее внутриполитическое значение»: «теперь любая попытка фундаментально переосмыслить историю военного времени, особенно касающуюся Власова, рассматривается как отголосок политического хаоса 1990-х, распада советской империи, о котором сожалеют, и, конечно же, влияния Запада». По мнению Тромли, тема русского коллаборационизма «представлялся теперь не чем иным, как угрозой национальной безопасности», а «идея возрождения положительной памяти о генерале Власове по существу рассматривается российской властью сегодня как инструмент информационной войны против российского государства»; Джейд Макглинн пишет, что «положительные изображения Власова обычно рассматриваются как часть более широких попыток переписать историю и подорвать российскую память и идентичность», а с началом вторжения России в Украину «письменные упоминания власовцев возросли до уровня, который обычно сопровождает выпуск популярной новой книги на эту тему», прямо или косвенно используясь по отношению к оппозиции или россиян, избегающих мобилизации. Здесь Тромли считает показательным пример Александрова.
В 2016 году Александров в СПбИИ РАН защитил диссертацию «Генералитет и офицерские кадры вооруженных формирований Комитета освобождения народов России 1943—1946 гг.» и получил степень доктора наук. Помощник депутата Виталия Милонова и руководитель поддерживающей правительство националистической организации «Народный собор» отправил диссертацию в прокуратуру на проверку «призывов к ведению агрессивной войны», заявив, что не хочет, чтоб Александрова «казнили» или подвергли заключению: «Я хочу просто-напросто, чтобы диссертаций таких не было»; на защиту диссертации пришли участники организации, где публично обвинили Александрова в апологии власовцев; к ним присоединились и некоторые присутствовавшие учёные, сравнившие его работу с проводимым иностранцами «очернением нашей истории»; были организованы, в том числе и КПРФ, пикеты у СПбИИ с лозунгами «Бандера на Украине – Власов в России». За диссертацию Александрова преследованию не подвергли, однако в 2017 году его статья «Бандера и бандеровцы: кто они были на самом деле», опубликованная ещё в 2014 году, была признана экстремистским материалом; Министерством образования и науки Александров был лишён степени доктора наук.
В 2019 году российское посольство в Чехии выступило против установки памятника бойцам РОА в Праге, заявив, что это нарушит международные обязательства Чехии по Конвенции ООН о неприменимости срока давности к военным преступлениям и преступлениям против человечности.
В 2024 году Владимир Путин в ответ на вопрос о формированиях из граждан РФ, воюющих с 2022 года на стороне Украины, сравнил эти формирования, которые не назвал, «и вот та, которая вы сказали, там корпус какой-то добровольческий», с армией Власова: «было такое формирование, которое было создано предателем Родины Власовым, — власовцы... Чем они закончили — хорошо известно. Вот тогда эти люди, эти предатели и подонки воевали на стороне нацистов. <...> Сейчас есть такие же точно люди, которые воюют на стороне неонацистов, неонацистского режима. Это совершенно очевидные вещи»; заявив, что хотя «у нас нет смертной казни», «всем правоохранительным органам будут даны указания поименно выявлять всех и принимать в отношении людей, которые с оружием воюют против России», и «где найдут, там будут уничтожать».

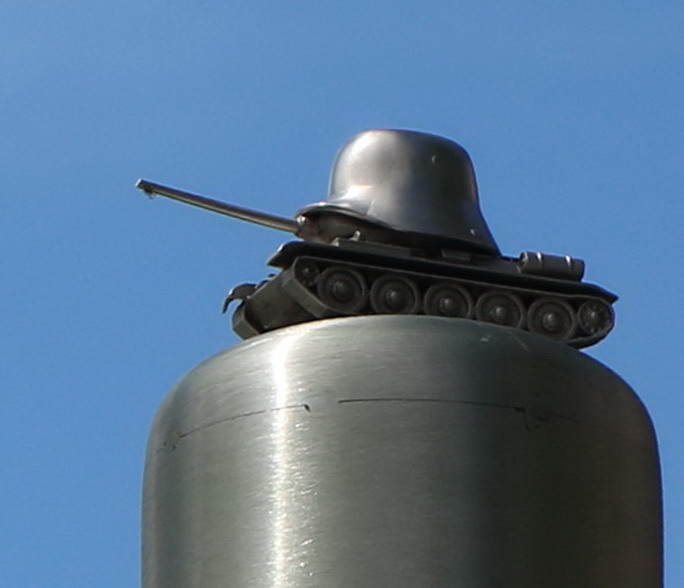
Деталь памятника участникам Пражского восстания из РОА в Чехии, в 2019 году вызвавшего официальный протест МИД РФ

### Попытки юридической реабилитации
Националистические и монархические организации, как в России, так и за рубежом, неоднократно обращались в государственные органы РФ с просьбами о реабилитации отдельных русских коллаборационистов.
Основным мотивом в этих просьбах звучало мнение о том, что русские коллаборационисты сражались не за Германию, а за наследие исторической России, продолжали Белое дело, исполняли долг православных христиан. В качестве примера приводились лидер черносотенцев Марков, черносотенец Мельский, глава РПЦЗ Анастасий, экзарх Прибалтики РПЦ МП Сергий (Воскресенский), белые генералы Краснов, Шкуро, Доманов, Туркул, Сахаров, Смысловский, Каульбарс, Скородумов, Штейфон и др.
Определением Военной коллегии Верховного суда Российской Федерации от 25 декабря 1997 года Краснов П. Н., Шкуро А. Г., Султан Клыч-Гирей, Краснов С. Н., Доманов Т. Н. и фон Паннвиц Г. В., которые так или иначе, участвовали в РОА были признаны обоснованно осуждёнными и не подлежащими реабилитации. При этом ряд историков и исследователей полагали, что такая реабилитация, в том числе и РОА, не имеет смысла: Д. М. Фельдман говорил, что "реабилитация в том виде, в каком она есть, - это признание хорошим человеком, безвинно пострадавшим в силу происков нехороших людей", "мифологема", созданная после смерти Сталина и работавшая только в советском обществе, а по мнению К. М. Александрова и Г. В. Кокунько, реабилитация любых врагов советской власти правопреемником этой власти абсурдна, а при юридической оценке преступлений советской власти и большевиков "вопрос отпадёт сам собой".

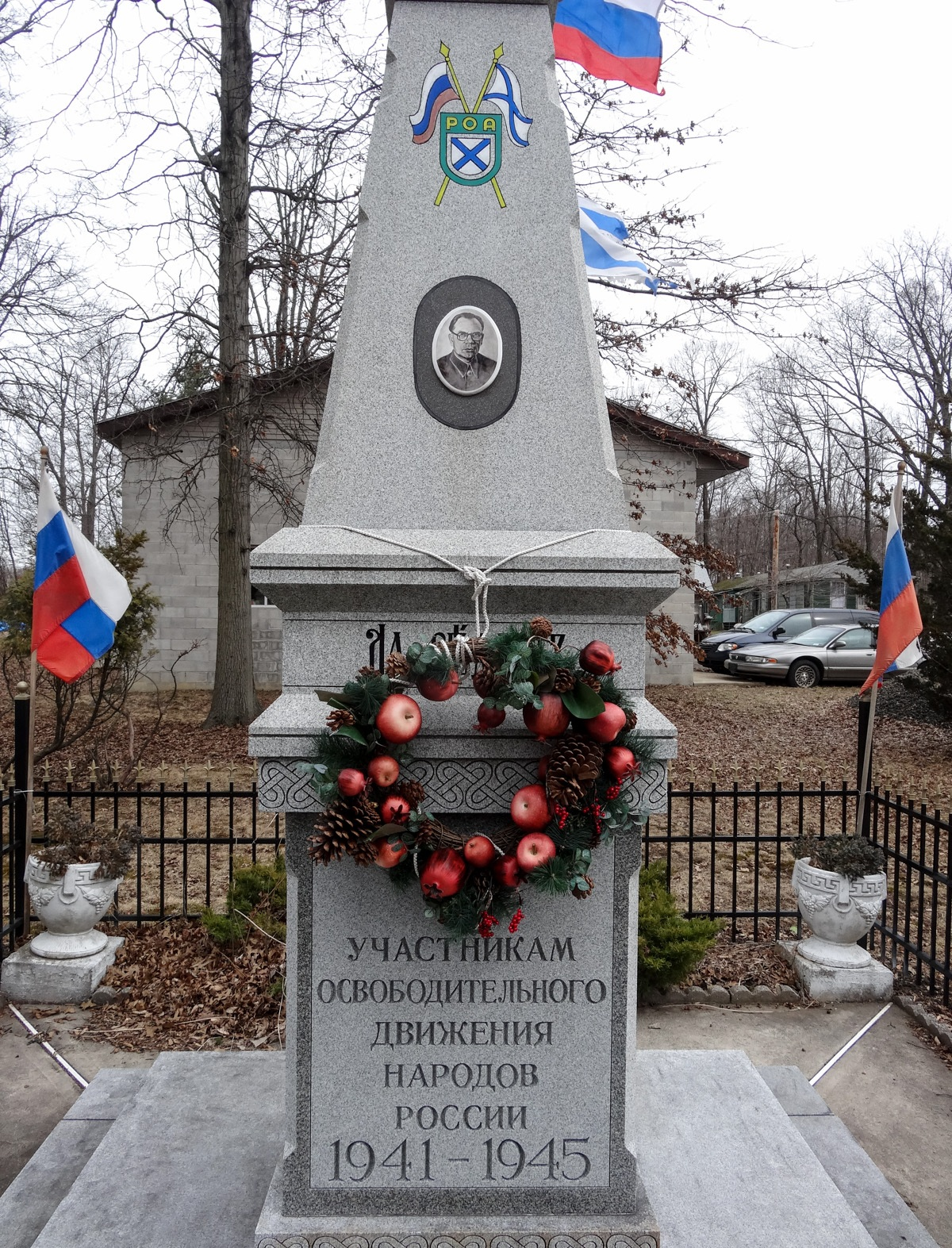
Мемориал А. А. Власову и бойцам РОА на кладбище Новодивеевского женского русского православного монастыря в Нью-Йорке.

В 2001 году с ходатайством о пересмотре приговора Власову и его соратникам в Главную военную прокуратуру обратился иеромонах Никон (Белавенец), глава движения «За Веру и Отечество». Однако военная прокуратура пришла к выводу, что оснований для применения закона о реабилитации жертв политических репрессий нет.
1 ноября 2001 года Военная коллегия Верховного Суда РФ отказала в реабилитации Власова А. А. и других, отменив приговор в части осуждения по ч. 2 ст. 5810 УК РСФСР (антисоветская агитация и пропаганда) и прекратив в этой части дело за отсутствием состава преступления. В остальной части приговор оставлен без изменения.
Версия патриотизма А. А. Власова и его движения имеет своих сторонников и является предметом дискуссий до настоящего времени.
Сторонники Власова утверждают, что Власов и те, кто присоединился к Русскому освободительному движению, были движимы патриотическими чувствами и остались верными своей родине, но не своему правительству. Одним из приводимых аргументов в пользу данной точки зрения был тот, что «если государство предоставляет гражданину защиту, оно вправе требовать от него лояльности», если же Советское государство отказалось подписывать Женевское соглашение и тем самым лишило своих пленённых граждан защиты, то граждане более не были обязаны сохранять лояльность государству, а значит — не были изменниками:12.
Противники Власова считают, что поскольку Власов и примкнувшие к нему воевали против Советского Союза на стороне его врага, то они были изменниками и коллаборационистами. По мнению этих исследователей, Власов и бойцы Русского освободительного движения перешли на сторону вермахта не по политическим мотивам, а для спасения собственной жизни, их искусно использовали нацисты в целях пропаганды, и Власов был не более чем орудием в руках нацистов.

## Память

### Памятники и мемориальные объекты
- Памятная плита «Воинам Русской Освободительной Армии Власова» в г. Платлинг под Мюнхеном, Германия[107];
- Мемориальный монумент «Воинам Русского Освободительного Движения и чинам РОА», православная часовня-памятник «Воинам Русского Корпуса, воевавшим на Балканах в 1941—1945 гг», г. Ново-Дивеево, предместья Нью-Йорка, США;
- Крест-памятник «Воинам Русской Освободительной Армии (РОА)», установлен на Ольшанском кладбище — Прага, Чехия;
- Мемориальная плита, посвящённая фон Паннвицу, А. Г. Шкуро, П. Н. Краснову, Султану Клыч-Гирею, Т. Н. Доманову и др. — «Воинам русского общевоинского союза, русского корпуса, казачьего стана, казакам 15 кавалерийского корпуса СС, павшим за веру и отечество» — храм Всех Святых, Москва, Россия. 8 мая 2007 года, в преддверии Дня Победы, памятник был разрушен антифашистами[108]. Настоятель храма протоиерей Василий Бабурин отметил, что данная плита не имеет никакого отношения к храму Всех Святых[109]. От памятника оставался небольшой осколок, пока в 2014 году он не был заменён на плиту «Казакам, павшим за Веру, Царя и Отечество»;
- Памятник бойцам Русской освободительной армии в Праге (Чехия).

### В музыке
- «Марш РОА» («Мы идём широкими полями…») — записан мужским хором Института певческой культуры «Валаам»[110].
- «Герои РОА» — записана группой «Коловрат».
- «1-я дивизия РОА» — песня hatecore группы «Gewehr» (прадед лидера группы был фельдфебелем и служил в этой дивизии[111]).
- «Марш РОА» — стилизованное под рок исполнение группы «Моя Дерзкая Правда»[112].
- «Песня о РОА» («С нашивками РОА на рукавах») — автор и исполнитель Игорь Уразов-Обской[113].

### В литературе
- В. К. Штрик-Штрикфельдт. Против Сталина и Гитлера.
- К. Г. Кромиади. За землю, за волю!
- Герлах Владимир. Изменник.
- Георгий Владимов в романе «Генерал и его армия» уделяет значительное внимание теме власовцев.
- Арк. Васильев. Кн. 2: «В час дня, Ваше превосходительство» // «В час дня, Ваше превосходительство» / ред. Н. Нефёдов. — М.: Советский писатель, 1973. — С. 241—552. — 560 с. — 200 000 экз.(по мнению доктора исторических наук Бориса Ковалёва, в этой книге «извращены очень многие факты»)[114].
- Алесь Адамович в своей «Хатынской повести» (1971) пишет о «власовцах»: «…немцы и власовцы в зелёном, полицаи в чёрном».
- Александр Солженицын, «Архипелаг ГУЛАГ»: «…для мировой истории это явление (власовцы) довольно небывалое: чтобы несколько сот тысяч молодых людей в возрасте от двадцати до тридцати подняли оружие на своё Отечество в союзе со злейшим его врагом. Что, может, задуматься надо: кто ж больше виноват — эта молодёжь или седое Отечество?»
- Александр Пелевин, «Гори огнём». «В популярной психологии бытует мнение, что, представ перед выбором из двух зол, человек всегда решает пойти по тому пути, который требует наименьших усилий. Так ли это? Что руководит человеком, который выбирает стать предателем? Как жить, сделав неверный выбор? «„Повесть о настоящем человеке“ наоборот», как описывает ее автор, прольет свет в потемках души оступившегося человека.»
- Юлиан Семёнов "ТАСС уполномо́чен заяви́ть…". Персонаж Айван Белью является "власовцем".